# Diversidad sexual en México

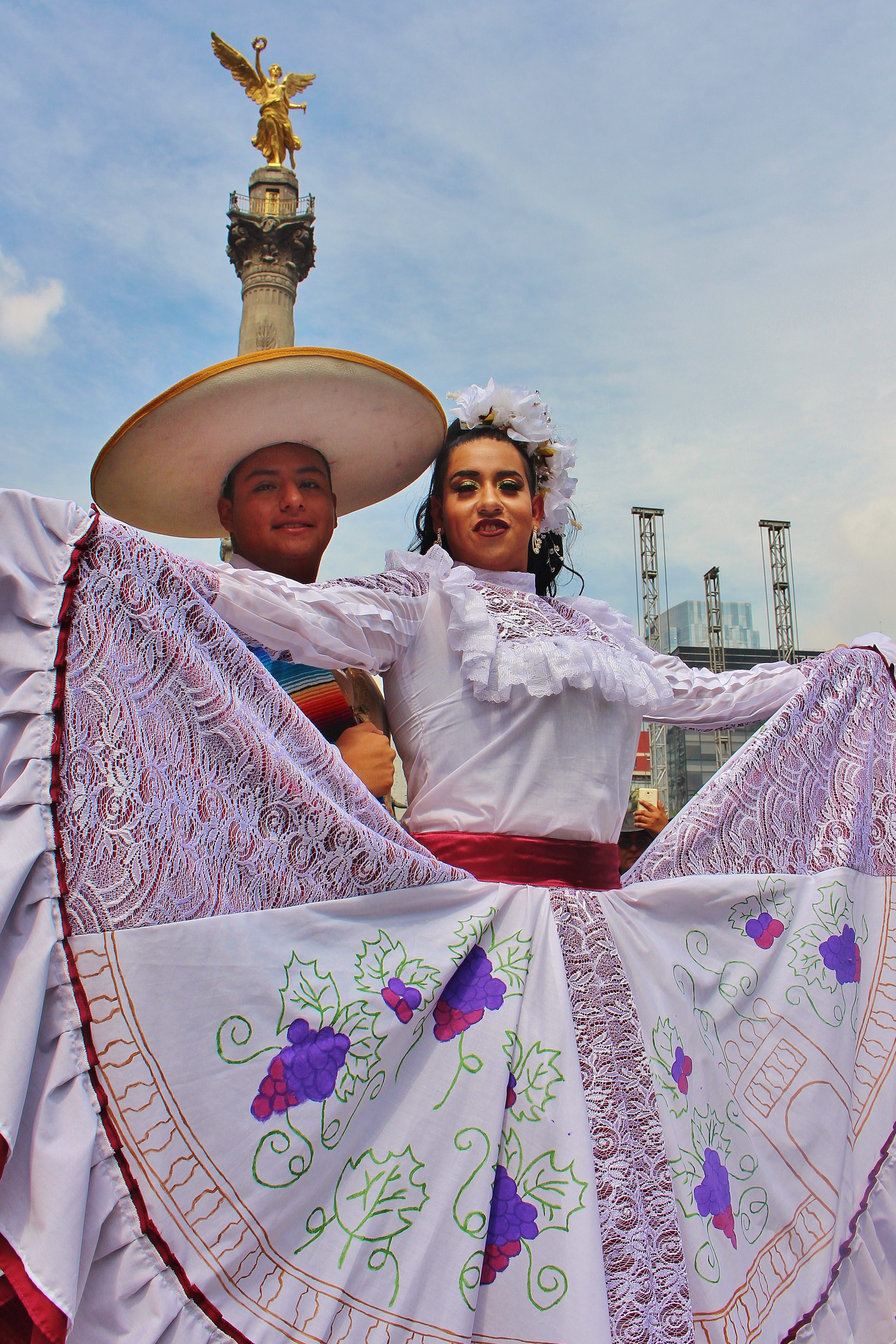
Pareja LGBT+ en México

La diversidad sexual en México es moderadamente aceptada y está legalmente protegida contra la discriminación en la gran mayoría de los estados que conforman el país. Actualmente el matrimonio igualitario es legal en todo el territorio mexicano. Sin embargo, la población LGBT mexicana aún enfrenta ciertos desafíos sociales que no experimentan las personas heterosexuales o cisgénero, especialmente las personas trans del país. El estudio de la diversidad sexual en México se puede dividir en cuatro etapas, coincidiendo con las tres grandes épocas históricas de México: su época prehispánica, el virreinato y su independencia, y finalizando en el siglo XXI.
Según historiadores, en el México prehispánico cada pueblo trataba a la homosexualidad de diferente manera. Se piensa que los mexicas eran tan homófobos como los españoles, mientras que otros pueblos indígenas tendían a ser mucho más tolerantes, hasta el punto de honrar a los berdaches, los «dos espíritus», como chamanes. Este aspecto todavía está en gran parte por ser estudiado durante la época virreinal y después de la independencia. Dominan el panorama sobre todo las ejecuciones de sodomitas de 1658 ordenadas por el rey Carlos III y el «baile de los cuarenta y uno» de 1901, siendo éste uno de los escándalos más sonados de la vida pública mexicana de ese tiempo.
Durante el siglo XX se iniciaron los primeros movimientos sociales a favor de la diversidad sexual en México y, en el siglo XXI se crearon leyes para combatir la discriminación (2003), el matrimonio entre personas del mismo sexo (2022) y el cambio de sexo legal (2014). La adopción homoparental y el cambio de sexo en documentos de identidad (sin necesidad de permiso judicial) son legales en la mayoría de los estados, sin embargo, está pendiente que sean legales en todo el país. Para 2022, el INEGI en su encuesta nacional sobre diversidad sexual y de género (ENDISEG) comunicó que la población LGBT en México asciende a más de 5 millones de personas (5.1% de la población mayor de edad), lo que significa que 1 de cada 20 personas mayores de edad en México se identifica como LGBT.

## Historia

### México precolombino
La mayoría de las noticias sobre los pueblos precolombinos provienen de las crónicas de la conquista de los españoles. Estos relatos deben tomarse con precaución, puesto que la acusación de sodomía era empleada para justificar la conquista, al igual que otras acusaciones reales o inventadas, como los sacrificios humanos, el canibalismo o la idolatría. Puesto que tanto los defensores de los indígenas como los que se les oponían manipulaban la información a su parecer, unos tratando de minimizar la incidencia de la sodomía y otros exagerando las historias, resulta imposible hacerse una imagen adecuada de la homosexualidad en el México precolombino. A esa conclusión llegó el historiador Antonio de Herrera ya desde 1601.
Entre los pueblos indígenas americanos estaba generalizada la institución del berdache. Los berdaches, inicialmente considerados intersexuales por los conquistadores españoles, eran hombres que asumían funciones y comportamientos femeninos. También llamados «dos espíritus», no eran considerados ni hombres ni mujeres por sus sociedades, sino que se consideraban un tercer sexo y en ciertos casos tenían funciones espirituales. Los conquistadores los consideraban a menudo como homosexuales pasivos y los trataban con desprecio y crueldad.

#### Los mayas

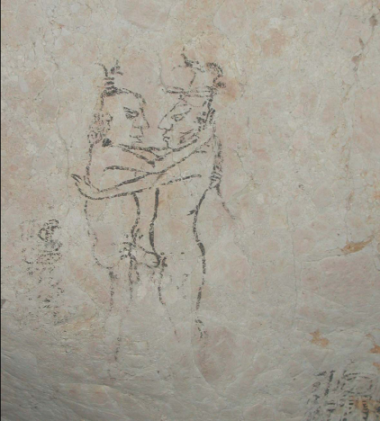
Pintura homoerótica maya en las paredes de las grutas de Naj Tunich (El Petén, Guatemala).

Los mayas eran relativamente tolerantes con la homosexualidad. Se sabe de fiestas sexuales entre los mayas que incluían el sexo homosexual.
La sociedad maya consideraba la homosexualidad preferible al sexo prematrimonial heterosexual, por lo que los nobles conseguían esclavos sexuales para sus hijos.

#### Los mexicas
Los mexicas o aztecas eran intolerantes con la homosexualidad, actividad que castigaban con la pena de muerte. A pesar de ello, algunos de sus rituales públicos tenían tintes homoeróticos. Así, por ejemplo, adoraban a la diosa Xochiquétzal, que bajo su aspecto masculino, con el nombre de Xochipilli, protegía la prostitución masculina y la homosexualidad. La historia mítica del pueblo azteca se dividía en cuatro «mundos», de los cuales el anterior había sido «una vida fácil, débil, de sodomía, perversión, del baile de las flores y de adoración a Xochiquétzal», en la que se habían olvidado las «virtudes masculinas de la guerra, la administración y la sabiduría». Es posible que esta historia hiciera referencia a los toltecas. El autor Richard Texler, en su libro Sex and the Conquest, afirma que los aztecas convertían a algunos de los enemigos conquistados en berdaches, siguiendo la metáfora de que la penetración es una muestra de poder.
Algunos autores afirman que estas estrictas leyes no eran empleadas en la práctica y que los homosexuales eran relativamente libres. Por ejemplo, citan crónicas españolas que hablan de sodomía generalizada que incluía a niños de hasta 6 años o de niños que se vestían como mujeres para ejercer la prostitución. Las crónicas también hablan de actos religiosos en los que se practicaba la sodomía.
La existencia del lesbianismo está atestiguada por la palabra náhuatl patlacheh, que denomina a mujeres que realizan actividades masculinas, incluyendo la penetración de otras mujeres, como revela la Historia general de las cosas de Nueva España de Bernardino de Sahagún.

#### Otros pueblos indígenas
A pesar del puritanismo de los mexicas, las costumbres sexuales de los pueblos sometidos en el Imperio mexica variaban en gran medida. Por ejemplo Bernal Díaz del Castillo habla de homosexualidad entre las clases dirigentes, prostitución de jóvenes y travestismo en la zona de Veracruz.
Los toltecas, por otra parte, eran muy tolerantes con la homosexualidad.

### La conquista

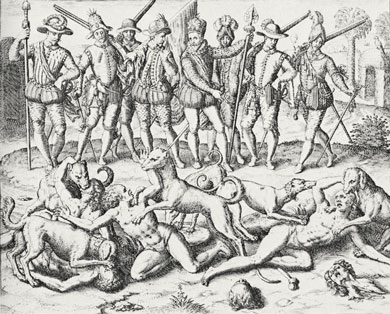
Grabado de de Bry que representa la escena en que Balboa azuza sus perros contra algunos berdaches (1594); Biblioteca pública de Nueva York.

Desde los primeros contactos de los españoles con los indígenas se planteó la equivalencia indio, caníbal y sodomita. Fue el médico de Colón, Diego Álvarez Chanca, en una carta de 1494, el primero en dar noticia de ello. Habla de la costumbre de los caribes de capturar a muchachos a los que eliminaban todos los órganos masculinos. Estos desarrollaban «características femeninas y los caribes los empleaban para la práctica de la sodomía de forma similar a la que los árabes disfrutan de sus jóvenes como eunucos y bardajes. [...] Una vez hombres crecidos, los caribes los mataban y se los comían».
En 1511 Pedro Mártir de Anglería edita su De orbe novo decades, con la información que pudo obtener de los primeros exploradores gracias a su amistad con Isabel la Católica. D'Anghiera relata cómo Vasco Núñez de Balboa, durante su exploración de Quarequa, en el istmo de Panamá, en 1513, disgustado con «un hermano del rey y otros jóvenes, hombres obsequiosos, [que] vestían afeminadamente con ropas de mujer [...de los que el hermano del rey] abusaba con antinatural» temeridad, echó a cuarenta de ellos como comida a los perros. D'Anghiera continúa su relato diciendo que el «odio natural por el pecado antinatural» de los indígenas les impulsó a que, «espontánea y violentamente, buscaron a todos los demás que supieran que estaban infectados». Después de todo, D'Anghiera comenta que «solo los nobles y los gentileshombres ejercían esa especie de deseo. [... Los] indígenas sabían que la sodomía ofendía gravemente a Dios. [... Y que estos hechos provocaban] las tempestades que con truenos y rayos tan a menudo los azotaban, o las inundaciones que ahogaban sus frutos que habían causado hambre y enfermedades».
En una relación sobre los indígenas realizada en 1519 por el consejo de la villa de Veracruz para informar a Carlos I, atribuida a Hernán Cortés, se comenta que habían «llegado a saber de cierto que son todos sodomitas y practican ese pecado abominable». En otro relato de un conquistador italiano anónimo se habla de que los hombres y mujeres de Pánuco adoran a un miembro masculino y han erigido falos en sus templos y plazas públicas para adorarlos: «la multitud de métodos empleados por los hombres para satisfacer su vicio abominable [es] casi demasiado increíble como para ser creída. [...] el diablo contenido en sus ídolos les había poseído. Les había dado instrucciones de sacrificar a sus semejantes, extraer sus corazones y ofrecer los corazones, así como la sangre tomada de la lengua, las orejas, las piernas y los brazos, todo para los ídolos». Finalmente comenta que «todos los habitantes de Nueva España y aquellos de otras provincias adyacentes comían carne humana, todos practicaban comúnmente la sodomía y bebían en exceso», comparando algunas de las costumbres de los indígenas con las de los sarracenos impíos.
A mediados del siglo XVI tanto Bernal Díaz del Castillo, como el explorador Gonzalo Fernández de Oviedo o el soldado Juan de Grijalva escriben sobre escenas de sodomía talladas en la arquitectura, en joyería de oro, en tierra cocida y en estatuas. El hecho fue confirmado en 1526 por Gonzalo Fernández de Oviedo, encargado del fundido del oro de las minas de América. En esa misma época, Núñez Cabeza de Vaca escribe:

Prácticas diabólicas [...] un hombre casado con otro hombre, amarionados o afeminados, hombres impotentes que se vestían como mujeres y hacían funciones de mujeres, sin embargo, disparaban el arco y la flecha y podían llevar cargas pesadas sobre sus personas. Vimos muchos amarionados, aunque más altos y corpulentos que los otros hombres. Muchos de estos hombres afeminados practicaban el pecado contra natura.
Núñez Cabeza de Vaca 

Isabel de Portugal, esposa de Carlos V, posiblemente impulsada por estos relatos, prohibió en 1529 la plantación o el uso del maguey para la fermentación del pulque. La reina opinaba que causaba «ebriedad e impulsaba a los indios a realizar» los sacrificios humanos y el pecado nefando.
Estos y otros relatos se convirtieron en un auténtico género literario, circulaban por toda la Península y fueron empleados para justificar la noción de Imperio; era otra «causa justa» para la dominación y la ocupación de las Indias. Francisco de Vitoria, a pesar de entender que los indígenas poseían razón y que como tales el emperador no tenía derecho sobre ellos, consideraba que «los infieles que cometieran pecados contra natura, tales como la idolatría, la pederastía o la fornicación, todos ellos ofensas hacia Dios, podían ser detenidos por la fuerza». Entre esos pecados contra natura estaba naturalmente la sodomía, el pecado contra natura por excelencia. La legitimación se basaba en la cultura diferente y sus costumbres, entre las más notables: la antropofagia, los sacrificios humanos y la sodomía, en este sentido la conquista de México podría haber representado simplemente una extensión de la reconquista española de los infieles representados entonces por los moros. Así se cierra el círculo con la relación moro, sodomita, indio.

### Virreinato de Nueva España
A partir de la mitad del siglo XVI aparecen los primeros cronistas que vivieron y trabajaron realmente en Hispania Nova. Fray Toribio de Benavente, más tarde llamado Motolínia, uno de los cronistas más importantes de esta época, escribe que los indígenas «bebían cierto vino llamado pulque, hasta el punto de emborracharse, seguido por sacrificios y los vicios de la carne, en especial [...] el pecado nefando». De nuevo todos los indígenas son demonizados como locos borrachos. Peores fueron los historiógrafos oficiales, como Francisco López de Gómara, que llenó América de seres fantásticos a pesar de no haber pisado nunca tierras americanas, o Ginés de Sepúlveda, que consideraba que los indígenas habían sido predeterminados por la naturaleza para la servidumbre. También fray Bernardino de Ribeiro, Sahagún, dedica el capítulo «De las personas viciosas tales como rufianes y sodomitas» del Historia general de las cosas de la Nueva España (1558-1565) al asunto. También Bernal Díaz del Castillo escribió a partir de 1568 sobre la sodomía. De nuevo, relaciona las religiones indias y sus sacerdotes con el canibalismo, los sacrificios humanos y la sodomía. En 1569 Tomás López Mendel también culpa a los sacerdotes indígenas de extender la sodomía entre el pueblo.
Como reacción a estos escritos, a partir de 1542, Bartolomé de las Casas, junto con otros escritores indígenas y misioneros, lanzan una contraofensiva literaria. De las Casas consideraba el «bestial vicio de la sodomía como el peor, el más detestable de cualesquiera malicia humana». Negaba con pasión las noticias transmitidas por los conquistadores y exploradores, que habían «difamado a los indios habiéndoles acusado de estar infectados con la sodomía, una gran y malvada falsedad» y consideraba que observaban la «abstinencia hacia las afecciones sensuales, viles y sucias», aunque admitiera que en un país tan grande pudiera haber casos aislados de personas particulares en casos particulares, atribuidos a «una corrupción natural, depravación, una especie de enfermedad innata o al miedo a la brujería y a otros hechizos mágicos», pero en ningún caso entre los convertidos al cristianismo. De las Casas da como ejemplo a los mixas que quemaban cruelmente a los sodomitas descubiertos en el templo. Según afirmaciones de fray Agustín de Vetancurt aquellos hombres que se vestían de mujeres (y viceversa) eran ahorcados si cometían pecado nefando y los sacerdotes eran quemados, noticia que confirma fray Jerónimo de Mendieta. Fray Gregorio García, en su Origen de los Indios del nuevo mundo ( [sic]; 1607) aseguraba que antes de la llegada de los españoles «los hombres de Nueva España cometían enormes pecados, en especial aquellos contra natura, aunque repetidamente ardían por ellos y se consumían en el fuego enviado desde los cielos [... los indígenas] castigaban a los sodomitas con la muerte, los ejecutaban con gran vigor. [...] Estrangulaban o ahogaban a las mujeres que yacían con otras mujeres puesto que ellos también lo consideraban contra natura». García achacaba los casos de sodomía a que los «miserables indios procedían así porque el Diablo los había engañado haciéndoles creer que los dioses que adoraban también practicaban la sodomía y por tanto la consideraban una costumbre buena y lícita».
Sin embargo, De las Casas no puede dejar de dar noticias sobre actos homosexuales en las sociedades indias contemporáneas, como la costumbre de los padres de comprar jóvenes muchachos a sus hijos «para ser usados para el placer sodomítico», la existencia de «lugares públicos infames conocidos como efebías donde hombres jóvenes lascivos y desvergonzados practicaban el pecado abominable con todos aquellos que entraban en la casa» o la de bardajes, «hombres mariones impotentes vestidos como mujeres y realizando sus labores». También fray Gregorio García daba noticias de ese tipo, como que «algunos hombres se vestían como las mujeres y si algún padre tenía cinco hijos [... al menor] lo vestían como una mujer, lo instruían en sus labores y lo casaban como a una muchacha, aunque incluso en Nueva España despreciaban a los indios afeminados y mujeriles». Las menciones de la sodomía continuaron durante mucho tiempo, todavía en 1666, en Cristóbal de Agüero y en 1697, en fray Ángel Serra.
Los escritores indígenas no tardaron en unirse a De las Casas para defender las culturas americanas. Fernando de Alva Ixtlilxóchitl, gobernador de Texcoco, escribió en 1605 que entre los chichimecas, al que «asumía la función de la mujer se le extraían sus partes interiores por el culo mientras permanecía atado a una estaca, tras lo cual algunos muchachos vertían cenizas sobre el cuerpo hasta que este quedaba enterrado bajo ellas [...] cubrían todo el montón con muchos trozos de leña y le pegaban fuego. [... también] cubrían al que había funcionado como hombre con cenizas mientras estaba vivo, hasta que moría». El relato de Alva Ixtlilxóchitl es, según Crompton demasiado detallada para ser inventada, pero según Garza la historia muestra claros indicios de influencia mediterránea en el hecho de la diferenciación entre homosexuales activos y pasivos.
La administración colonial impuso las leyes y costumbres españolas sobre los pueblos indígenas, lo que, en el caso de la sodomía, fue facilitado por la existencia de leyes similares en el Imperio azteca. Durante el Siglo de Oro, el crimen de sodomía era tratado y castigado de forma equivalente al de traición o de herejía, los dos crímenes más
graves contra el Estado. Inicialmente la Inquisición estaba controlada por los obispos locales, como el arzobispo Juan de Zumárraga (1536-1543), del que un estudio de los casos juzgados muestra que la homosexualidad era una de las principales preocupaciones del tribunal. Los castigos para pecados sexuales solían ser multas, penitencia, humillación pública y latigazos en los casos más graves. En 1569 Felipe II crea oficialmente el tribunal de Ciudad de México, pero en el Virreinato de Nueva España solamente la justicia civil se encargaba de juzgar el pecado nefando.
La primera quema de sodomitas conocida en México fue en 1530, cuando ardió en la pira Tangáxoan Tzíntzicha, cazonci de Michoacán, por idolatría, sacrificio y sodomía. También Cieza de León cuenta que Juan de Olmos, Juez principal de la Tenencia de Puerto Viejo en el Perú, había quemado «grandes cantidades de esos perversos y demoníacos indios». En 1596, el virrey Gaspar de Zúñiga, conde de Monterrey, informaba en una carta enviada a Felipe II para justificar la subida de los sueldo de los funcionarios reales que estos habían apresado y quemado a algunos delincuentes por el pecado nefando y otros tipos de sodomía, aunque no da el número de víctimas ni las circunstancias del hecho.
En 1658 el Virrey de Nueva España, el duque de Alburquerque, escribe a Carlos II sobre un caso de pecado nefando en la Ciudad de México del cual hubo «diecinueve prisioneros, catorce de los cuales [fueron] sentenciados a arder». El caso es conocido como la persecución de sodomitas de 1657. Lucas Matheo, un joven de 15 años, se salvó gracias a su juventud de la hoguera, pero sufrió 200 latigazos y seis años de trabajos forzados de mortero. Entre los documentos enviados al rey se encuentra una carta del magistrado del Tribunal Supremo de Su Majestad, Juan Manuel Sotomayor, que describe la sodomía como un «cáncer endémico» que había «infestado y extendido entre los prisioneros cautivos de la Inquisición en sus celdas particulares y los funcionarios eclesiásticos habían iniciado también sus propias encuestas». La carta de Sotomayor informa que entre 1657 y 1658 se habían investigado o sentenciado a 125 individuos, cuyos nombres, etnias y ocupaciones lista a continuación. Tanto el Virrey como el Magistrado basan su rechazo a la sodomía en la Biblia y la religión, aunque empleen historias sui generis, como Sotomayor, que escribe «'como habían profesado algunos santos, que todos los sodomitas habían muerto con el nacimiento de Nuestro Señor Jesús».
El caso anterior permite entrever la subcultura de los homosexuales en la Ciudad de México de la primera mitad del siglo XVII, puesto que muchos de los acusados tenían más de sesenta años y llevaban esa vida desde hacía más de veinte. Todos los implicados provenían de las clases más bajas, negros, indígenas, mulatos y europeos deformes, aunque hay indicios de que las clases más pudientes también estaban implicadas, pero no se vieron afectadas gracias a su influencia. Muchos de los acusados tenían motes, como Juan de la Vega, que era llamado la Cotita, Juan de Correa, la Estanpa o Miguel Gerónimo, la Cangarriana, apodo de una prostituta de la ciudad que se le dio por su promiscuidad. El grupo se reunía periódicamente en casas privadas, a menudo en los días de festividades religiosas con la excusa de rezar y dar tributo a la Virgen y los santos, pero en realidad realizaban bailes de travestidos y orgías. Los próximos lugares y fechas de reunión se comentaban en las fiestas anteriores o eran difundidas por correos y mensajeros que pertenecían al grupo.

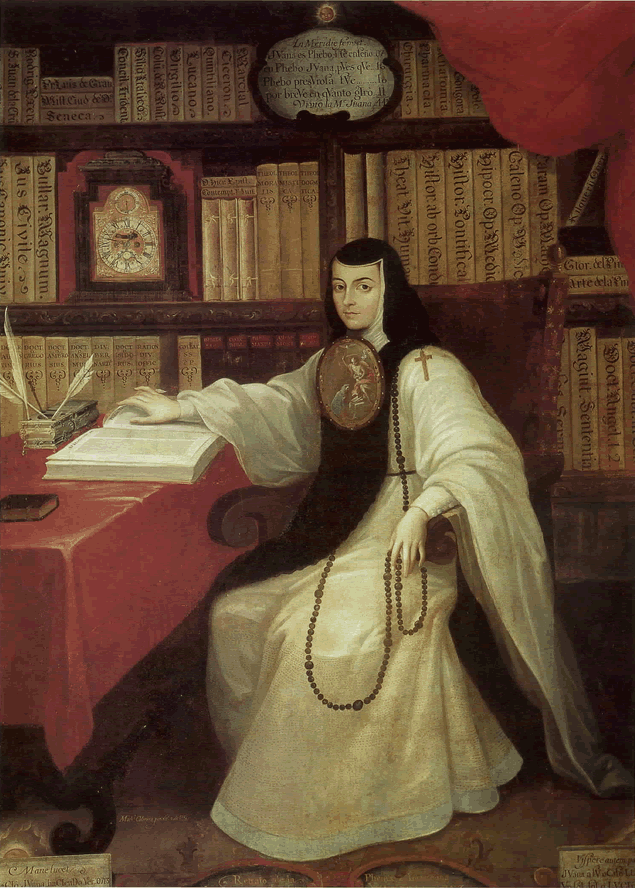
Sor Juana de la Cruz fue un icono para la cultura lésbica moderna.

La cultura colonial era similar a la de la península y hubo destacados intelectuales entre los nacidos en América. Quizás una de las más importantes fue sor Juana Inés de la Cruz, de la que también se ha dicho que fue lesbiana, tomando como base las intensas amistades que tuvo con diversas mujeres, la belleza de las cuales alaba en su poesía: 

Yo, pues, mi adorada Filis,
que tu deidad reverencio,
que tu desdén idolatro
y que tu rigor venero:
[...]
Ser mujer, ni estar ausente,
no es de amarte impedimento;
pues sabes tú que las almas
distancia ignoran y sexo
Sor Juana Inés de la Cruz

### México independiente
En 1821 México se independizó de España y comenzó una nueva etapa. Algunos investigadores han subrayado prácticas culturales, como la amistad y la homosocialidad de algunos grupos dirigentes del país, como el clero, el ejército, y los abogados, entre otros, facilitó el desarrollo de prácticas homoeróticas. El presidente Anastasio Bustamante, por ejemplo, solía contar con «caballeritos» o «favoritos» como edecanes, secretarios particulares, que vivían y viajaban con él por largas temporadas.[cita requerida]
En 1863 tropas francesas tomaron la Ciudad de México e instauraron en el trono a Maximiliano I como Emperador de México (1864-1867). Fernando Bruquetas de Castro, en su libro Reyes que amaron como reinas, afirma que Maximiliano I era homosexual. Parece que los rumores sobre su homosexualidad comenzaron en la corte de Bruselas, de donde provenía su esposa, la princesa Carlota Amalia. La ruptura definitiva entre Maximiliano y Carlota fue durante una escala en Madeira, en la que el futuro emperador realizó una sonada escapada por el submundo homosexual de la isla. En México, Carlota se quedó embarazada, posiblemente del barón Alfred van Der Smissen, que formaba parte de la guardia de la reina, mientras el emperador se rodeaba de sus amistades masculinas, como el príncipe Félix Salm-Salm o el coronel López, que le fueron fieles hasta el final.
La homosexualidad fue despenalizada en 1871, durante el gobierno de Benito Juárez, siendo uno de los primeros países en hacerlo en América Latina, sin embargo, el nuevo Código Penal introdujo el «ataque a la moral y las buenas costumbres», una noción relativamente vaga cuya interpretación se dejó a la policía y los jueces y que sería en adelante empleada contra los homosexuales. Así, a finales del siglo XIX ya se había formado en Ciudad de México una subcultura homosexual, similar a la existente en otras grandes ciudades de América como Buenos Aires, Río de Janeiro, La Habana, Nueva York y Toronto. La obra de historiadores como Víctor M. Macías-González, Pablo Picatto, y Robert Buffington, entre otros, ha identificado espacios homosexuales como los baños públicos, las cárceles, y ciertas plazas y paseos de la capital. La obra del criminólogo Roumagnac, por ejemplo, arroja detalles sobre prácticas homosexuales en las cárceles del país.
En la primavera de 1918, Manuel Palafox, secretario general de Zapata, fue acusado por enemigos políticos dentro del campo zapatista de haber filtrado información a través de sus relaciones homosexuales. Puesto bajo la vigilancia de Gildardo Magaña, escapó e intentó reunir a los líderes zapatistas a su alrededor, en lo que fracasó. Palafox murió en 1959 sin que se demostrase su homosexualidad.
En la década de 1930 ya existían algunos bares y baños para homosexuales en la Ciudad de México, siendo zonas de ligue la Alameda, el Zócalo, el Paseo de Reforma y la Calle Madero. En la década siguiente, durante la Segunda Guerra Mundial, había de diez a quince bares, y en El África y El Triunfo  [sic] estaba permitido bailar. Esta relativa permisividad terminó en 1959, cuando el alcalde Uruchurtu cerró todos los bares de ambiente de la ciudad tras un triple crimen.

#### El baile de los cuarenta y uno
El escándalo más sonado de los siglos XIX y XX fue el llamado Baile de los cuarenta y uno o el Baile de los cuarenta y un maricones. El hecho se refiere a una redada realizada el 18 de noviembre de 1901, durante el mandato de Porfirio Díaz. La redada, realizada en la calle de la Paz (hoy calle Ezequiel Montes), era contra un baile de hombres que se estaba realizando en una vivienda particular, de los cuales 22 estaban vestidos de hombres y 19 de mujeres. La prensa mexicana se cebó en el hecho, a pesar de que el Gobierno se esforzó en tapar el asunto, puesto que los detenidos pertenecían a las clases altas de la sociedad porfiriana. La lista de los nombres nunca fue revelada.

La noche del domingo fue sorprendido por la policía, en una casa accesoria de la 4a. calle de la Paz, un baile que 41 hombres solos verificaban vestidos de mujer. Entre algunos de esos individuos fueron reconocidos los pollos que diariamente se ven pasar por Plateros. Estos vestían elegantísimos trajes de señoras, llevaban pelucas, pechos postizos, aretes, choclos bordados y en las caras tenían pintadas grandes ojeras y chapas de color. Al saberse la noticia en los boulevares, se han dado toda clase de comentarios y se censura la conducta de dichos individuos. No damos a nuestros lectores más detalles por ser en sumo grado asquerosos.
Nota informativa de la época

Enseguida se extiende el rumor, nunca confirmado ni negado, de que en realidad serían 42 los detenidos, siendo el número cuarenta y dos el yerno de Porfirio Díaz, Ignacio de la Torre, al que se le habría permitido la fuga. A pesar de que la redada no tenía asideros legales y era completamente arbitraria, los 41 detenidos acabaron por la fuerza en el ejército:

Los vagos, rateros y afeminados que han sido enviados a Yucatán, no han sido consignados a los batallones del Ejército que operan en la campaña contra los indígenas mayas, sino a las obras públicas en las poblaciones conquistadas al enemigo común de la civilización
El Popular, 25 de noviembre de 1901

El 4 de diciembre de 1901 también hubo una redada en un local de lesbianas en Santa María, pero el asunto tuvo menos eco en la sociedad.
El número 41 o 42 pasó a formar parte de la cultura popular mexicana para referirse a los homosexuales, en el caso del 42 a los homosexuales pasivos. El hecho y los números se ampliaron a través de la prensa, pero también de grabados, sátiras, obras de teatro, literatura, pintura e incluso llega hasta los días de la televisión, como es el caso de la telenovela histórica El vuelo del águila emitida por Televisa en 1994. En 1906 Eduardo A. Castrejón publicó el libro Los cuarenta y uno. Novela crítico-social. Famosos son los grabados de José Guadalupe Posada, que se publicaron acompañados de varios poemas:

Hace aún muy pocos días
Que en la calle de la Paz,
Los gendarmes atisbaron
Un gran baile singular.
Cuarenta y un lagartijos
Disfrazados la mitad
De simpáticas muchachas
Bailaban como el que más.
La otra mitad con su traje,
Es decir de masculinos,
Gozaban al estrechar
A los famosos jotitos.
Vestidos de raso y seda
Al último figurín,
Con pelucas bien peinadas
Y moviéndose con chic.
Anónimo

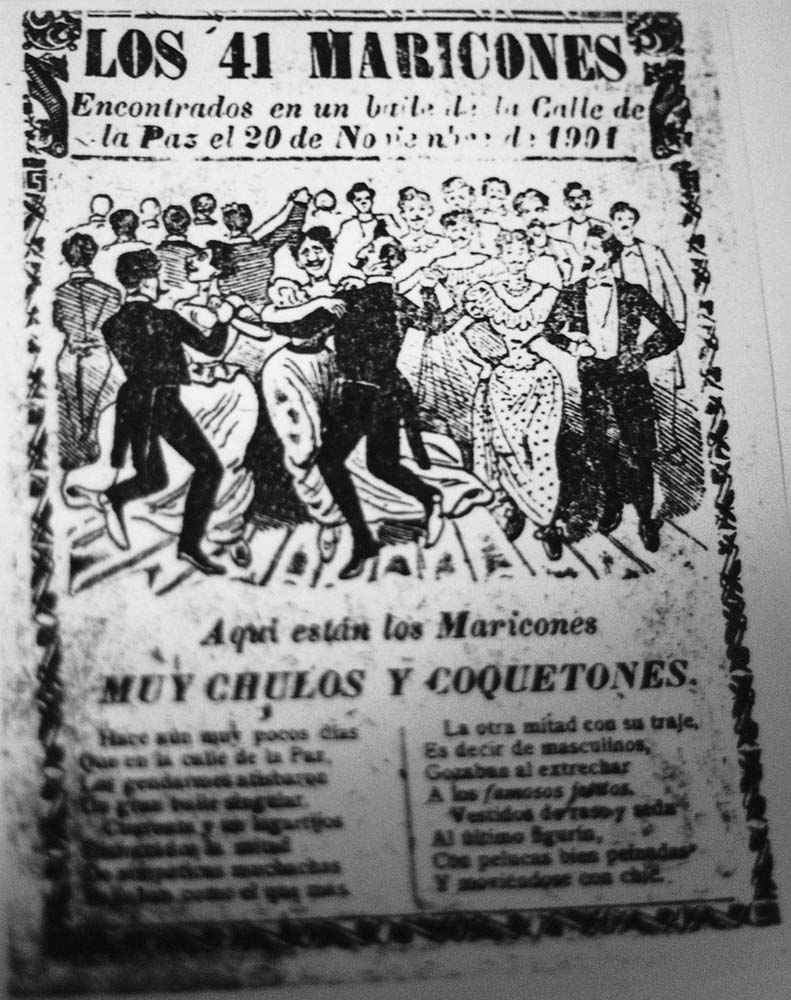
Periódico Hoja Suelta publicado en 1901 a raíz del Baile de los 41.

El asunto llegó tan lejos que desde entonces el número 41 es tabú, como indica el ensayista Francisco L. Urquizo:

En México el número 41 no tiene ninguna validez y es ofensivo para los mexicanos [...] La influencia de esa tradición es tal que hasta en lo oficial se pasa por alto el número 41. No hay en el ejército División, Regimiento o Batallón que lleve el número 41. Llegan hasta el 40 y de ahí se salta al 42. No hay nómina que tenga renglón 41. No hay en las nomenclaturas municipales casas que ostenten el número 41. Si acaso y no hay remedio, el 40 bis. No hay cuarto de hotel o de Sanatorio que tenga el número 41. Nadie cumple 41 años, de los 40 se salta hasta los 42. No hay automóvil que lleve placa 41, ni policía o agente que acepte ese guarismo
Francisco L. Urquizo

El antecedente del Baile de los 41 ha sido utilizado desde ese momento para llevar adelante redadas continuas, chantajes policíacos, torturas, palizas, envíos a la cárcel y al penal de las Islas Marías, con la simple mención de que se trata de un «ataque a la moral y las buenas costumbres».

#### Sociedad en elsigloXX

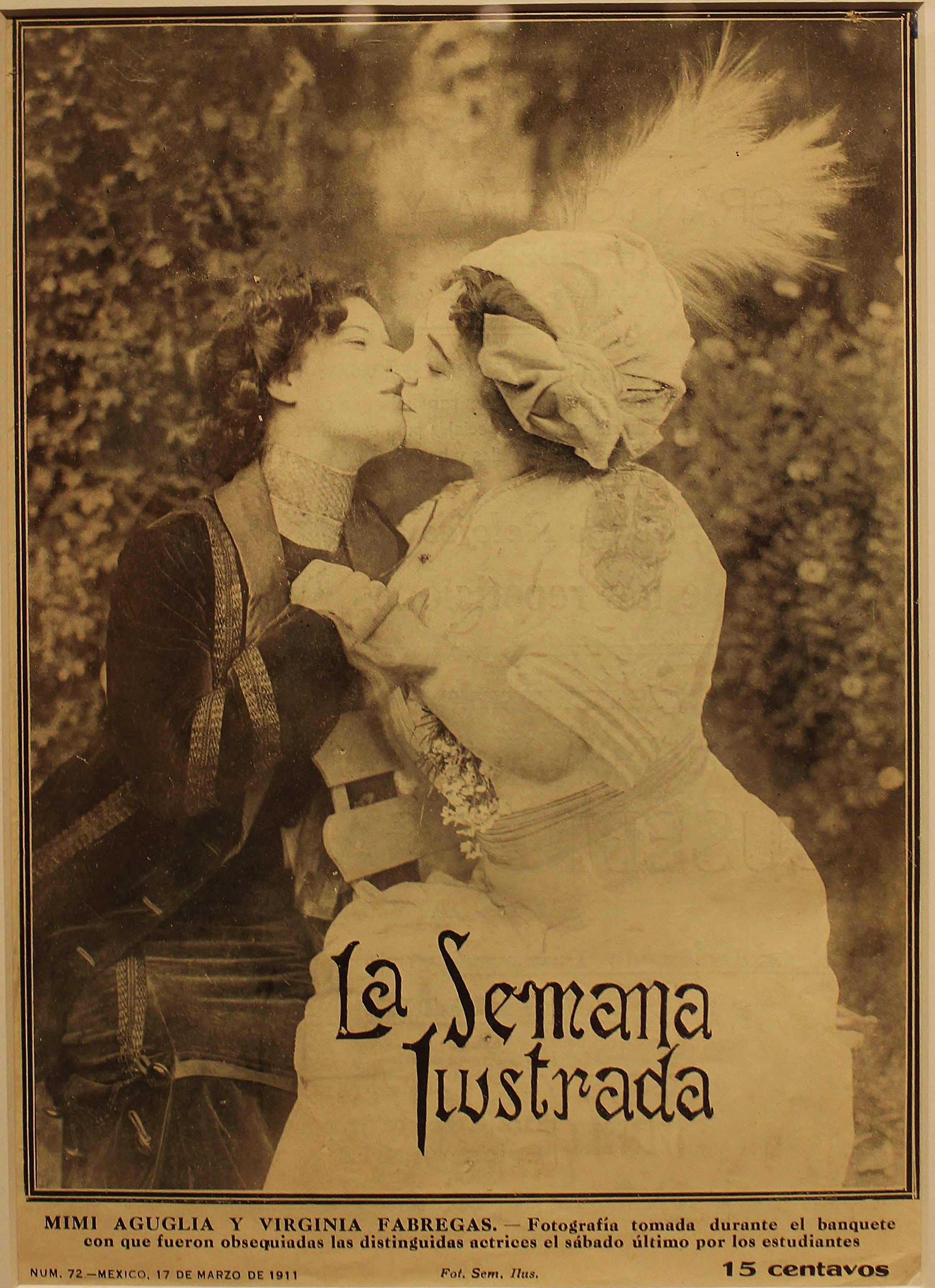
Mimi Aguglia y Virginia Fábregas en 1911.

Muchos de los homosexuales seguían viviendo en la casa familiar, por lo que sus actividades solían ser privadas o clandestinas. A finales del siglo XX y principios del siglo XXI, los homosexuales seguían siendo discretos con su naturaleza sexual, estando muchos en el clóset, otros viviendo un secreto a voces.
Las clases bajas de la sociedad mexicana solían mantener el modelo mediterráneo, por el que los homosexuales se dividen en activos y pasivos, siendo los activos «masculinos» y los pasivos «afeminados» y «despreciables»: «yo soy un hombre; si te chingo, tú no eres un hombre». Existe incluso miedo entre los homosexuales activos a ser penetrados, porque temen la posibilidad de que les guste y dejen de ser «hombres». Por su parte, los homosexuales de clases altas, más cosmopolitas, tomaron el modelo europeo del dandi de finales del siglo XIX. Este modelo está siendo sustituido por otro más parecido al anglosajón, en el que el homosexual no se define por la dicotomía activo/pasivo, sino por el hecho de que tiene relaciones sexuales con otros hombres. Aquellos que se negaban a definirse como activos/pasivos eran llamadas «internacionales».

#### Movimiento LGBT

Mapa del territorio mexicano cubierto por la bandera del arco iris.

Hasta finales de la década de 1960 no hubo grupos LGBT ni publicaciones sobre el tema. Los primeros grupos LGBT se formaron a principio de la década de 1970 en Ciudad de México y Guadalajara. El 15 de agosto de 1971 se formó el Frente de Liberación Homosexual, el primero de su tipo en México. Se disolvería al año siguiente.
Una de las primeras activistas LGBT fue Nancy Cárdenas. Cárdenas, escritora, actriz y directora de teatro, inspirándose en los movimientos LGBT en Europa y Estados Unidos, comenzó a realizar reuniones de escritores LGBT. En 1973 fue la primera mexicana en discutir abiertamente su homosexualidad en la televisión mexicana.
El 26 de julio de 1978 se produjo la primera marcha LGBT, a favor de la Revolución Cubana. La marcha estuvo organizada por el Frente Homosexual de Acción Revolucionaria (FHAR). El 2 de octubre del mismo año, los grupos FLH, Lesbos, Oikabeth, Lambda de Liberación Homosexual y Sex-Pol, junto con otros, marcharon en la manifestación para conmemorar el décimo aniversario del movimiento del 68. En 1979, el FHAR sale de nuevo a la calle en favor de la Revolución Sandinista en Nicaragua. Como se puede apreciar, el movimiento LGBT estuvo en sus inicios muy ligado a los movimientos de izquierdas. A finales de junio de 1979 se realizó la primera manifestación en México a favor de los derechos de los homosexuales, coincidiendo con el aniversario de los disturbios de Stonewall. Se exigía la libre expresión sexual y se protestaba en contra de la represión social y policial. Desde entonces, anualmente se celebra una marcha LGBT en el Día del Orgullo Gay. Pero estos grupos y otros no han tenido la continuidad necesaria.

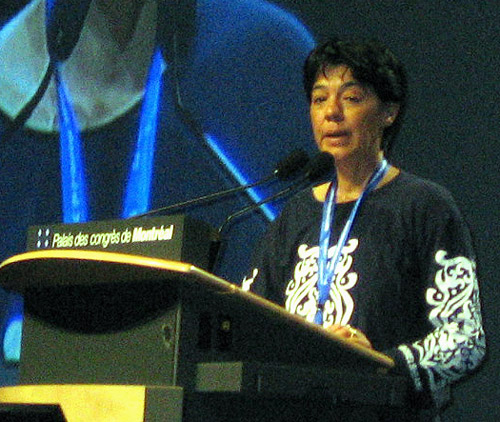
Patria Jiménez, el 28 de julio de 2006 en Montreal.

El movimiento LGBT se vio paradójicamente impulsado por la crisis del sida, que se cree que llegó a México en 1981. Los grupos LGBT se enfocaron más hacia la lucha contra la infección, realizando campañas preventivas y de sexo seguro, de información sobre la enfermedad, pero también dirigieron su lucha contra los prejuicios sociales de los sectores más conservadores, que consideraba que «lo que Dios no había conseguido lo haría el Sida y esta enfermedad es un castigo divino». Las manifestaciones, que se han convertido en anuales, pedían el fin de la discriminación social de los enfermos de sida, en particular en el trabajo, los hospitales y los centros de salud, y medidas de prevención, tales como la promoción del uso del condón.
En los noventa, sin dejar de luchar por los elementos mencionados, se comenzó a protestar por los asesinatos de homosexuales y se intentó defender el respeto a la diversidad sexual. En 1992 Patria Jiménez y Gloria Careaga Pérez crearon la asociación lésbica El clóset de Sor Juana, una de las asociaciones LGBT más importantes del país; como ONG fue acreditada por Naciones Unidas para la Cuarta Conferencia Mundial sobre la Mujer.

##### Activistas en política
En 1997, Patria Jiménez fue la primera persona abiertamente homosexual en ganar un puesto en el Congreso, haciéndolo por el Partido de la Revolución Democrática. En 2007 se presentó al Congreso por primera vez una transexual, Amaranta Gómez por México Posible. Amaranta Gómez se identifica con las muxhes, un nombre dado localmente a los berdaches de Juchitán de Zaragoza (Oaxaca).

### México LGBT durante la pandemia de COVID-19
De acuerdo con la Encuesta: Impacto diferenciado de la Covid-19 en la comunidad LGBTI+ en México realizada por el Consejo para Prevenir y Eliminar la Discriminación de la Ciudad de México (COPRED), durante la pandemia se registraron 15 casos de solicitud de condición de refugio de personas LGBT, de los cuales 13.33% se identificaron como afrodescendientes, 26.67% como indígenas y una persona identificada como afroindígena. Así mismo, de acuerdo con la misma encuesta, durante la pandemia 7 de cada 10 personas LGBTI+ perdieron sus ingresos total o parcialmente, y de esta misma manera, solo el 47.5% de la población pudo respetar la cuarentena, mientras que el 52.5% de la población LGBT% se vio en la necesidad de salir a trabajar, en su mayoría personas transexuales.
Con respecto a la salud psicológica, la COPRED reporta que, de las 4950 personas LGBT encuestadas 24% mencionó haber tenido pensamientos suicidas, mientras que un 7.25% refirieron un intento suicida durante la pandemia, reforzando lo mencionado ya en literatura nacional e internacional sobre la propensión que enfrenta la comunidad LGBTI+ hacia padecimientos sobre la salud mental relacionados con condiciones de precariedad, violencia y rechazo.

## Sociedad

### Homofobia: discriminación y exclusión

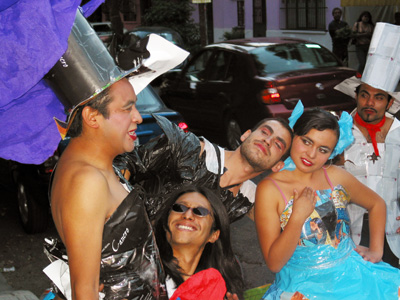
Parte de un performance de Iris México Rainbow on Fire en Garros Galería.

La homofobia está muy extendida en la sociedad mexicana. Estadísticas muestran que solo entre 1995 y 2013 han sido asesinadas 887 personas en crímenes homofóbicos, tal como reveló en mayo de 2007 la Cámara de Diputados mexicana, lo que convierte a México en el segundo país del mundo con mayor tasa de crímenes homofóbicos (tras Brasil). En un estudio periodístico de Fernando del Collado, publicado con el título Homofobia, odio, crimen y justicia, se habla de 400 muertos entre 1995 y 2005, es decir, unos 3 asesinatos al mes, pero la Comisión Ciudadana contra los Crímenes de Odio por Homofobia calcula que solo se denuncian uno de cada cuatro crímenes. De enero a agosto de 2009 habían sido asesinados solo en Michoacán 40 homosexuales, casi todos en el área de Tierra Caliente. La gran mayoría se realiza contra homosexuales masculinos; de 1995 a 2004, se habían producido 16 asesinatos de mujeres. Los crímenes son a menudo ignorados o investigados con poco interés por las fuerzas policiales, lo que da impunidad al delincuente en el 98% de los casos. Otras formas de violencia menos graves se clasifican de la siguiente forma según un estudio de 2007 de la Universidad Autónoma Metropolitana (UAM): violencia verbal en el 32% de los casos, acoso sexual en el 18%, asalto en el 12%, seguimiento o persecución en el 12% y amenazas en el 11%. Según el estudio de la UAM, las discriminaciones más frecuentes «fueron la no contratación en un empleo, 13 por ciento; amenaza de extorsión y detención por policías, 11 por ciento; y maltrato de empleados, 10 por ciento».
Un 71 % de los jóvenes mexicanos no aceptaría que se les dieran los mismos derechos a los homosexuales que a los heterosexuales. Una encuesta de 2006 afirma que el 33% de los mexicanos siente aversión por los homosexuales, un 40% no quiere políticos destacados homosexuales y un 32% no quiere vecinos homosexuales. La homofobia también está profundamente enraizada en la familia. En 2004 solo 4 familias de asesinados por homofobia, de un total de 26, se ofrecieron a dar información sobre el asunto a una comisión que estaba investigando. En la Ciudad de México, en 2004, de 125 cadáveres de homosexuales, solo 75 fueron reclamados por sus familiares, de otros 13, la familia acudió solo a la identificación y la familia del resto ni se acercó a la funeraria, a pesar de haber sido informados. Existen indicios de que jóvenes mexicanos están siendo internados en clínicas psiquiátricas tras confesar su homosexualidad a la familia. Un 16% ha sido rechazado por la familia y un porcentaje mayor ha sido agredido físicamente por familiares.

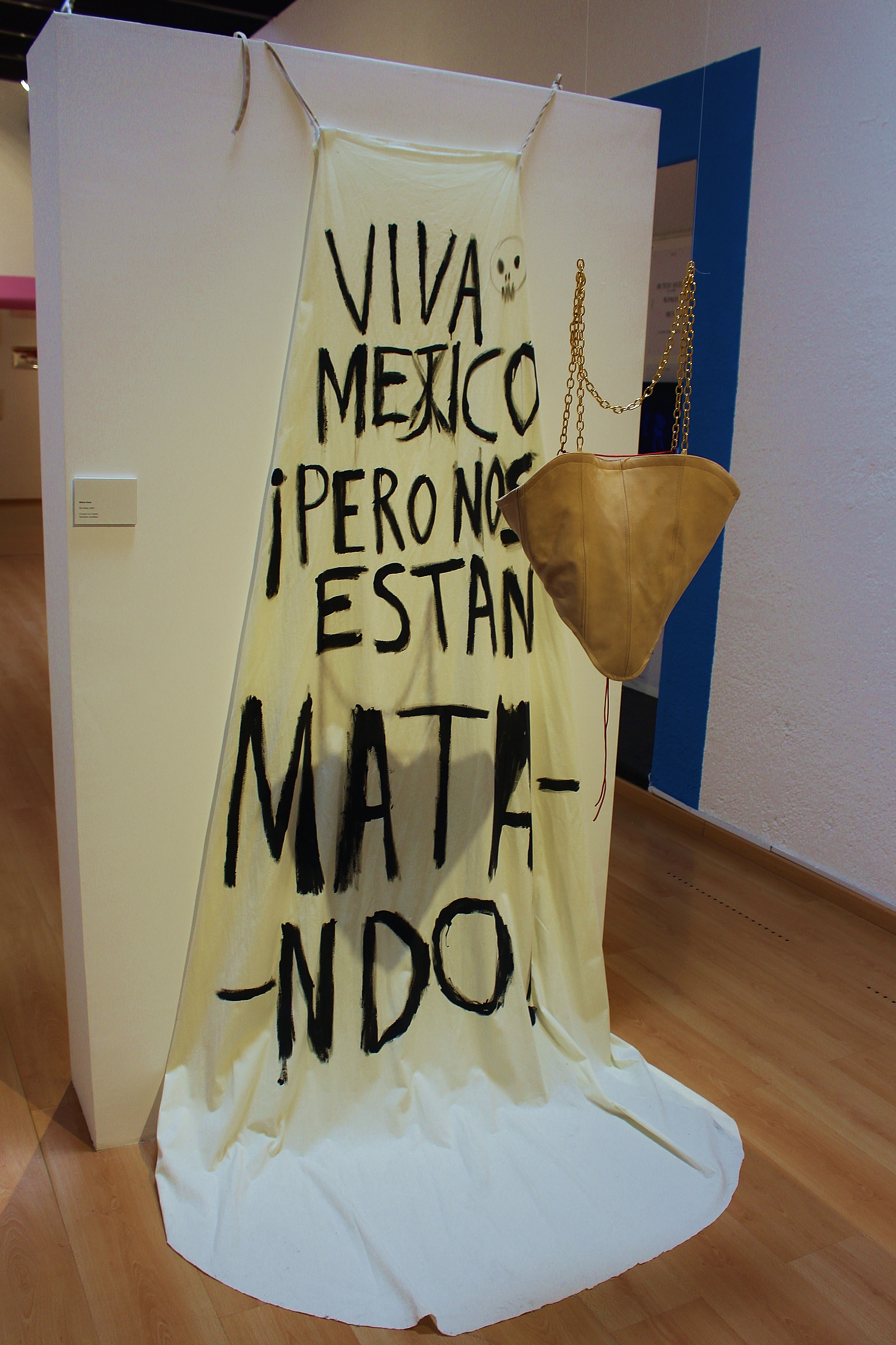
Capa y corset para la Marcha manifestación del Orgullo de Guadalajara (2021)

En la encuesta de CONAPRED (Consejo Nacional para Prevenir la Discriminación) 2010 uno de los resultados fue que una de cada dos personas homosexuales o bisexuales considera que el principal problema al que se enfrenta es la discriminación, seguida de la falta de aceptación, las críticas y burlas. Además, muestra que esta percepción cambia según el nivel socioeconómico, ya que el 58,5 % de esta población con nivel socioeconómico muy bajo considera la discriminación su principal problema, mientras que en el nivel medio alto y alto es el 37,4%. Así mismo arrojó que los entrevistados se sienten más rechazados o discriminados por la Iglesia o la policía, mientras que se sientes más aceptados por sus amigos (82,9%) y su familia (75,4%).
Según CONAPRED, la homofobia no se escapa del ámbito escolar pues según los datos de la encuesta en línea sobre VIH/sida y discriminación en población gay y otros HSH en México, el 44 por ciento de los encuestados señaló que siempre era necesario ocultar su orientación o preferencia sexual en la escuela, mientras que 25 por ciento señaló que casi siempre deben hacerlo. Por otro lado, el 57 por ciento expresó haber recibido agresiones por parte de sus compañeros debido a su apariencia, orientación o preferencia sexual. Según algunos organismos internacionales como la Organización de las Naciones Unidas para la Educación, la Ciencia y la Cultura (UNESCO), la violencia homofóbica y transfóbica, motivada por la orientación sexual percibida o por la identidad de género, parece ser la forma de violencia más común en los centros educativos.
La cultura popular podría alentar esta actitud. El grupo de música rock Molotov editó en 1997, en su álbum ¿Dónde jugarán las niñas?, la canción «Puto». La letra de la canción contiene frases como «Marica nena más bien putín», «Puto nace, puto se muere», «Amo a matón / matarile al maricón / ¿¡y que quiere este hijo de puta!? / quiere llorar», «Puto, le faltan tanates al / ¡puto! / le falta topiates / ¡puto! / le faltan tanates al puto puto». El productor, Gustavo Santaolalla, en unas declaraciones a la revista Retila, afirmó que la palabra no se había empleado en el sentido de «maricón», sino en el sentido de «cobarde» o «perdedor», que también se emplea en México.

### Opinión pública

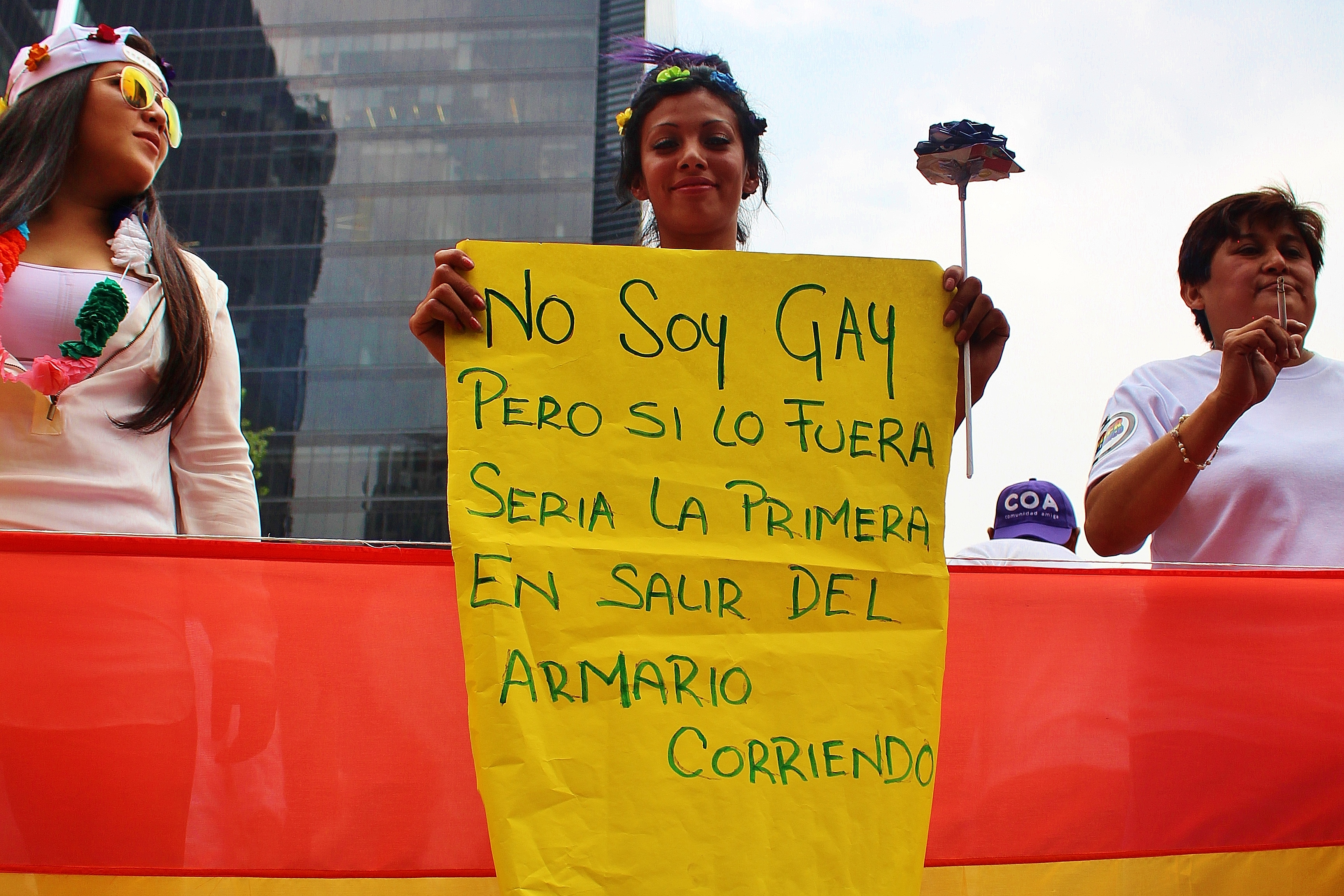
Consigna de protesta durante la Marcha del Orgullo en CDMX.

Un estudio conducido por la Universidad de Vanderbilt en el año 2010, concluyó que 37.8% de los mexicanos apoyan el matrimonio entre personas del mismo sexo. En 2013 según un estudio de la compañía Pew Research Center, el 61% de la población mexicana cree que la sociedad debe aceptar la homosexualidad.
La Iglesia católica también ha contribuido a una visión negativa de los homosexuales. En 2010, José Guadalupe Martín, obispo de León y presidente de la Conferencia del Episcopado Mexicano entre 2004 y 2006, cinco días después del terremoto de Chile, insinuaba que los homosexuales (junto con la violencia del narcotráfico) son culpables de los desastres naturales, al incurrir en la ira divina por el matrimonio igualitario:

Ante la violencia, el odio, la venganza y la muerte, ante las iniciativas de ley que afectan la base de la sociedad como es la familia, ante la inseguridad y el sufrimiento de tantas personas es bueno meditar los signos de los tiempos y preguntarnos con los terremotos, las lluvias, las inundaciones, ¿no nos estará hablando el Señor?, ¿qué nos está diciendo con todo esto?
José Guadalupe Martín

Sólo uno de los obispos de iglesias históricas apoya abiertamente los derechos de la comunidad LGTB: el obispo de la Iglesia Anglicana de México, Julio César Martín Trejo, obispo anglicano de Xalapa, quien acudió a la marcha del orgullo gay en esa ciudad en junio del 2021 siendo así uno de los dos únicos obispos de las principales iglesias históricas (el otro es el obispo católico José Raúl Vera López) que ha apoyado plenamente los derechos civiles de la comunidad LGBT en México, al permitir a laicos y clérigos locales participar en las celebraciones del orgullo gay, y pidiendo a las autoridades civiles que cumplan con la resolución de la Suprema Corte que declara inconstitucionales todas las leyes que discriminan a las personas LGBT. Así mismo, el obispo Julio César Martín pidió expresamente a las autoridades laicas que respeten la resolución de la Suprema Corte Federal y legalicen el matrimonio civil gay.
Las consecuencias de la actitud de la iglesia mayoritaria sobre la comunidad LGBT se muestran el estudio de la UAM, que afirma que el 27% de las personas LGBT estudiadas sufren trastornos mentales y riesgo de alcoholismo, un 40% ha tenido ideas de suicidio y el 25%, un cuarto, lo ha intentado.
En la encuesta sobre sexo, realizada por Consulta Mitofsky se encontró que menos del 20% de la población mexicana está de acuerdo en que las personas tengan relaciones sexuales con personas del mismo sexo. Se encontró que las mujeres tienden a estar menos de acuerdo con estas relaciones (7,9%) en comparación con los hombres(13,4%). Los que tienen mayor escolaridad tienden a estar más de acuerdo (14,2%) y también los que se encuentran entre las edades de 18 a 29 años.

### Disforia de género
Es la inconformidad con el género asignado, desasociar la identidad de género con el sexo que se nace. La disforia de género es más común de lo que parece y la falta de información genera que la población no considere el ser transexual como una posibilidad de vida, sino más sencillo el reprimirlo. Anteriormente era asociada como un desorden mental, pero la OMS lo ha categorizado como una condición de salud sexual. 
México se encuentra en segundo lugar a nivel internacional con mayor número de personas transegénero asesinadas a lo largo de los pasados años. En 2021 se han registrado la mayor cantidad de muertes, detrás de Brasil con 125 asesinatos, México acumula 65. Con un aglomerado de 593 homicidios en trece años.
Dentro de un nivel local; Querétaro es uno de los 13 estados que no simpatiza con la Ley General de Víctimas.
Destaca la página de Tribuna de Querétaro en el 2014 la ponencia de Richard Cohen en el estado. Psicoterapeuta supuestamente experto en conversiones de homosexuales a heterosexuales. Él declara que el deseo propio de alcanzar el amor de Dios puede “curar” o evitar que una persona sea homosexual o cuente con alguna “alteración”. Su especialidad es sobre la sexualidad, y hasta la fecha tiene un movimiento de “Ex gay”. Hace 7 años se presentó en el estado de Querétaro. Este tipo de ponencias religiosas son las que se presentan en el estado para evitar que alguna persona sea homosexual y genuinamente crea que no es posible ser diferente a la cigénero-heternormatividad.
Otro hecho preocupante son las terapias religiosas de conversión, que así como se aplican para la homosexualidad, se utilizan para “curar” la transexualidad. Es el caso muy sonado de un joven que antes era una mujer transexual y se dice que gracias a un milagro de Cristo volvió a ser hombre y lo que estaba viviendo no era vida. 
Testimonios con esta naturalidad impiden que personas independientes a la iglesia logren encontrar su propia identidad con libertad y sin limitaciones religiosas. La comunidad LGBT ha advertido de este tipo de centros de conversión en Querétaro, en específico el activista Dante Irrera. Los describen como discretos y disfrazados como simples templos religiosos. 
Estos realizan las terapias de tres diferentes maneras:
- “Ala transexclusionista de los feminismos y aliada con algunas terapeutas que hacen las transiciones con un discurso transfóbico y que es exclusivamente para hombres trans” (Lemus, K. 2021).
- La segunda es mediante un ingreso involuntario que consiste en torturas físicas, psicológicas, sexuales, aislamientos y privatización de la libertad.
- Por último, se cree que este es un ingreso voluntario que aplica la tortura-terapia, nombrandola como “ayuda de salvación”.

## Derechos LGBT
La clasificación de los derechos humanos se divide en dos formas: libertades negativas y positivas. Las libertades negativas se refieren a la eliminación de todas formas de criminalización, mientras que las libertades positivas permiten el libre desarrollo de la sexualidad de las personas. Algunos derechos de las personas LGBTTTIQ han sido reconocidos en los primeros años del siglo XXI. El 29 de abril de 2003 se aprobó la Ley Federal para Prevenir y Eliminar la Discriminación. La ley, que ha sido criticada como insuficiente, da pie a la creación del Consejo Nacional para Prevenir la Discriminación, CONAPRED, que se encarga de recibir y resolver casos de discriminación, además de «desarrolla[r] acciones para proteger a todos los ciudadanos y las ciudadanas de toda distinción o exclusión basada en el origen étnico o nacional, sexo, edad, discapacidad, condición social o económica, condiciones de salud, embarazo, lengua, religión, opiniones, preferencias sexuales, estado civil o cualquier otra, que impida o anule el reconocimiento o el ejercicio de los derechos y la igualdad real de oportunidades de las personas». A partir de la aprobación de esta ley federal, 16 Estados han emitido leyes
estatales sobre discriminación y 13 han tipificado la discriminación como delito
penal.
El 23 de noviembre de 2009 se presentó una iniciativa de modificación de ley en la Asamblea Legislativa del Distrito Federal a través del diputado David Razú Aznar como parte de la fracción parlamentaria del Partido de la Revolución Democrática (PRD) logrando su aprobación el 21 de diciembre del mismo año y publicada y ratificada por el Jefe de Gobierno del Distrito Federal el Lic. Marcelo Ebrard Casaubon.
Sociedad Unida por el Derecho al matrimonio entre personas del mismo sexo fue la organización que aglutinó un gran número de organizaciones de la Sociedad Civil Organizada, comandada por Lol Kin Castañeda Badillo y Judith Vázquez Arreola. El 4 de marzo de 2009 entró en vigor en Ciudad de México la ley que permite el matrimonio igualitario con todos los derechos, a pesar de que la Procuraduría General de la República ha presentado ante la Suprema Corte de Justicia de la Nación un recurso contra la ley, siendo el primer país de América Latina en permitir por medios no judiciales este tipo de matrimonio. El 12 de marzo de 2010 se celebraron las primeras bodas, que tendrán que ser reconocidas en todo el territorio mexicano.
En ese mismo año, el 17 de mayo de 2010, se decretó en México el «Día por la tolerancia y el respeto a las diferencias», incluyendo en estas diferencias las preferencias sexuales. Desde la reforma constitucional de 2011 en donde se reconoce el carácter vinculante de los tratados internacionales, las organizaciones LGBTTTIQ+ han tenido más oportunidades de impulsar las libertades positivas de las personas con sexualidades diversas.
La primera entidad en aprobar el cambio de datos en documentos oficiales fue la Ciudad de México en 2015, seguida por los estados de Baja California Sur, Coahuila, Colima, Hidalgo, Estado de México, Michoacán, Morelos, Nayarit, Oaxaca, Puebla, Quintana Roo, San Luis Potosí, Sinaloa, Sonora y Tlaxcala. Estos estados aprobaron por la vía legislativa, es decir, pasaron y aprobaron por sus congresos locales, un marco normativo para efectuar el cambio de documentos de identidad acordes al género autopercibido; no obstante, en San Luis Potosí—donde inicialmente no era requerido— el 30 de julio de 2020, fue agregado como requisito para el trámite la acreditación de diagnósticos psicológicos o cirugías previas. En el caso de Baja California, Chihuahua y Jalisco, el cambio de género es legal gracias a un decreto gubernamental que omite a sus respectivos congresos locales y solo es permitido por el gobierno en turno. Además, la Ciudad de México, Jalisco y Oaxaca son las únicas entidades que reconocen a las personas transgénero menores de 18 años.

### Por entidad federativa
| Legislación sobre el matrimonio entre personas del mismo sexo por entidad federativa. | Legislación sobre las uniones civiles por entidad federativa. | Legislación sobre la adopción para parejas del mismo sexo por entidad federativa.                             | Legislación sobre el cambio de género en documentos oficiales por entidad federativa. | Legislación sobre las terapias de conversión (ECOSIG) por entidad federativa. |
| --- | --- | --- | --- | --- |
| | | | | |
| Igualdad jurídica de los matrimonios de parejas del mismo sexo y del sexo opuesto Las licencias de matrimonio se otorgan a parejas del mismo sexo a pesar de que la ley estatal no lo permite; pueden tardar más en procesarse o ser más caras que las licencias para parejas del sexo opuesto Desigualdad en el matrimonio: las parejas casadas del mismo sexo no califican como casadas cuando se trata de la adopción de menores | Uniones civiles para parejas del mismo y de distinto sexo. Uniones civiles sólo para parejas de distinto sexo (inconstitucional en algunas jurisdicciones). Uniones civiles sólo para parejas del mismo sexo. Uniones civiles para parejas del mismo sexo desaparecidas tras la legalización del matrimonio igualitario. Legislación ambigua. Sin uniones civiles. | Adopción conjunta legal Se permite matrimonio entre personas del mismo sexo, pero no la adopción homoparental | Reforma del congreso local a la legislación que permite el cambio para personas trans.1. El cambio se permite por acuerdo administrativa o decisión del ejecutivo local para personas trans. Aún falta reforma del congreso local.1. Reforma del congreso local a la legislación que permite el cambio para personas trans y no binarias.1. El cambio solo se permite mediante juicio de amparo1. 1Ninguna entidad exige Cirugía de reasignación de sexo. Incluye a las infancias (menores de 12 años) Sólo incluye a adolescentes (mayores de 12 años) Se debe incluir a las infancias (resolución de la SCJN) | Las terapias de conversión (ECOSIG) están prohibidas a nivel local (reforma del Congreso local). Las terapias de conversión (ECOSIG) están prohibidas a nivel federal (reforma del Congreso de la Unión). |

| Estado              | Unión civil                                               | Matrimonio                  | Cambio de género en documentación                                      | Adopción   | Prohíbe las terapias de conversión      | Prohíbe la discriminación |
| ------------------- | --------------------------------------------------------- | --------------------------- | ---------------------------------------------------------------------- | ---------- | --------------------------------------- | ------------------------- |
| Aguascalientes      | Por sentencia judicial (concubinato, aun falta reforma)   | Desde 2019                  | Solo con amparo                                                        | Desde 2019 | Desde 2024 (federal)                    | Cualquier tipo            |
| Baja California     | Por sentencia judicial (concubinato, legislación ambigua) | Desde 2021                  | Desde 2022 (adultos) Desde 2024 (infancias)                            | Desde 2017 | Desde 2022 (local)                      | Cualquier tipo            |
| Baja California Sur | Desde 2023 (concubinato)                                  | Desde 2019                  | Desde 2021 (adultos) Desde 2024 (infancias)                            | Desde 2022 | Desde 2021 (local)                      | Cualquier tipo            |
| Campeche            | Desde 2013 (sociedad de convivencia y concubinato)        | Desde 2016                  | Desde 2024 (adultos)                                                   | Desde 2016 | Desde 2024 (federal)                    | Cualquier tipo            |
| Chiapas             | Por sentencia judicial (concubinato, legislación ambigua) | Desde 2018                  | Solo con amparo                                                        | Desde 2018 | Desde 2024 (federal) Desde 2025 (local) | Cualquier tipo            |
| Chihuahua           | Por sentencia judicial (concubinato, aun falta reforma)   | Desde 2015                  | Desde 2019 (adultos)                                                   | Desde 2017 | Desde 2024 (federal)                    | Cualquier tipo            |
| Ciudad de México    | Desde 2007 (sociedad de convivencia y concubinato)        | Desde 2010                  | Desde 2015 (adultos) Desde 2022 (adolescentes) Desde 2025 (no-binario) | Desde 2010 | Desde 2020 (local)                      | Cualquier tipo            |
| Coahuila            | Desde 2007 (sociedad de convivencia y concubinato)        | Desde 2014                  | Desde 2018 (adultos)                                                   | Desde 2014 | Desde 2024 (federal)                    | Cualquier tipo            |
| Colima              | Por sentencia judicial (concubinato, legislación ambigua) | Desde 2016                  | Desde 2019 (adultos)                                                   | Desde 2016 | Desde 2021 (local)                      | Cualquier tipo            |
| Durango             | Por sentencia judicial (concubinato, aun falta reforma)   | Desde 2022                  | Solo con amparo                                                        | Con trabas | Desde 2024 (federal)                    | Cualquier tipo            |
| Guanajuato          | Por sentencia judicial (concubinato, legislación ambigua) | Desde 2021                  | Desde 2025 (cualquier edad)                                            | Con trabas | Desde 2024 (federal)                    | Cualquier tipo            |
| Guerrero            | Desde 2022 (concubinato)                                  | Desde 2022 (todo el estado) | Solo con amparo                                                        | Con trabas | Desde 2024 (local)                      | Cualquier tipo            |
| Hidalgo             | Desde 2019 (concubinato)                                  | Desde 2019                  | Desde 2019 (adultos) Desde 2022 (no-binario)                           | Desde 2019 | Desde 2022 (local)                      | Cualquier tipo            |
| Jalisco             | Por sentencia judicial (concubinato, aun falta reforma)   | Desde 2022                  | Desde 2020 (cualquier edad) Desde 2022 (adultos)                       | Con trabas | Desde 2022 (local)                      | Cualquier tipo            |
| Estado de México    | Desde 2022 (concubinato)                                  | Desde 2022                  | Desde 2021 (adultos)                                                   | Con trabas | Desde 2020 (local)                      | Cualquier tipo            |
| Michoacán           | Desde 2015 (sociedad de convivencia y concubinato)        | Desde 2016                  | Desde 2017 (adultos)                                                   | Desde 2016 | Desde 2024 (federal)                    | Cualquier tipo            |
| Morelos             | Desde 2016 (concubinato)                                  | Desde 2016                  | Desde 2021 (adolescentes y adultos)                                    | Desde 2016 | Desde 2023 (local)                      | Cualquier tipo            |
| Nayarit             | Desde 2015 (concubinato)                                  | Desde 2015                  | Desde 2017 (adultos)                                                   | Desde 2019 | Desde 2024 (federal)                    | Cualquier tipo            |
| Nuevo León          | Desde 2023 (concubinato)                                  | Desde 2019                  | Desde 2020 (cualquier edad)                                            | Desde 2019 | Desde 2022 (local)                      | Cualquier tipo            |
| Oaxaca              | Desde 2019 (concubinato)                                  | Desde 2019                  | Desde 2019 (adolescentes y adultos)                                    | Con trabas | Desde 2021 (local)                      | Cualquier tipo            |
| Puebla              | Desde 2020 (concubinato)                                  | Desde 2020                  | Desde 2021 (adultos)                                                   | Con trabas | Desde 2022 (local)                      | Cualquier tipo            |
| Querétaro           | Desde 2021 (concubinato)                                  | Desde 2021 (todo el estado) | Solo con amparo                                                        | Desde 2017 | Desde 2023 (local)                      | Cualquier tipo            |
| Quintana Roo        | Desde 2021 (concubinato)                                  | Desde 2012                  | Desde 2020 (adultos)                                                   | Con trabas | Desde 2023 (local)                      | Cualquier tipo            |
| San Luis Potosí     | Desde 2019 (concubinato)                                  | Desde 2019                  | Desde 2019 (adultos)                                                   | Desde 2019 | Desde 2024 (federal)                    | Cualquier tipo            |
| Sinaloa             | Desde 2021 (concubinato)                                  | Desde 2021                  | Desde 2022 (cualquier edad)                                            | Con trabas | Desde 2023 (local)                      | Cualquier tipo            |
| Sonora              | Desde 2021 (concubinato)                                  | Desde 2021                  | Desde 2020 (adultos)                                                   | Con trabas | Desde 2022 (local)                      | Cualquier tipo            |
| Tabasco             | Desde 2022 (concubinato)                                  | Desde 2022                  | Solo con amparo                                                        | Con trabas | Desde 2024 (federal)                    | Cualquier tipo            |
| Tamaulipas          | Desde 2022 (concubinato)                                  | Desde 2022                  | Solo con amparo                                                        | Con trabas | Desde 2024 (federal) Desde 2025 (local) | Cualquier tipo            |
| Tlaxcala            | Desde 2017 (sociedad de convivencia y concubinato)        | Desde 2020                  | Desde 2019 (adultos)                                                   | Con trabas | Desde 2021 (local)                      | Cualquier tipo            |
| Veracruz            | Desde 2020 (concubinato)                                  | Desde 2022                  | Desde 2021 y 2025 (adultos)                                            | Desde 2016 | Desde 2024 (federal)                    | Cualquier tipo            |
| Yucatán             | Desde 2022 (concubinato)                                  | Desde 2022                  | Desde 2024 (adultos)                                                   | Con trabas | Desde 2021 (local)                      | Cualquier tipo            |
| Zacatecas           | Desde 2022 (concubinato)                                  | Desde 2021                  | Desde 2022 (adultos)                                                   | Con trabas | Desde 2021 (local)                      | Cualquier tipo            |

A pesar de estos avances, en 2006, la población mexicana se oponía mayoritariamente al matrimonio igualitario. En una encuesta de Parametría, el 61% de los encuestados respondió «no» a la pregunta si apoyarían una enmienda a la constitución para legalizar el matrimonio entre personas del mismo sexo. Solo un 17% respondieron afirmativamente y un 14% no dieron o no tenían opinión. En la misma encuesta un 41% se oponía a la posibilidad de dar los mismos derechos que los disfrutados por un matrimonio a una pareja gay registrada, apoyando esta posibilidad solo un 28%.

#### Unión civil
En México, existen dos figuras jurídicas para que las parejas de hecho, tanto de diferente como del mismo sexo, puedan establecer un vínculo familiar de manera voluntaria, lo que produce consecuencias legales; como son derechos y obligaciones alimentarios, de manutención, de servicios de salud y bienestar, de pensión, sucesorios, patrimoniales, de tutela, de filiación, de adopción o de custodia de menores:
- El concubinato.
- La sociedad de convivencia.

A primera vista, ambas instituciones podrían parecer idénticas, pero tienen pequeñas diferencias. Por un lado, el concubinato necesita de cierto tiempo de convivencia previa para acreditarlo. Y, según la entidad federativa, se pueden expedir documentos de constatación (actas, constancias o testimoniales) para darle formalidad, seguridad y certeza jurídica a la unión. Así mismo, las notarías públicas del país también pueden certificarlas, pero, según sea el caso, podría ser necesario la intervención de jueces o juezas para hacerlos válidos. Por otro lado, las sociedades de convivencia no requiere de un periodo de cohabitación anterior a la acreditación pues existen procesos y mecanismos claros y precisos para registrar, ratificar o finalizar estas uniones jurídicas ante una autoridad; como si se trataran de contratos civiles.
Las sociedades de convivencia, como opción para reconocer y proteger a las familias surgidas de las parejas del mismo sexo, fueron las primeras en aparecer a inicios de la década de 2000. En aquel entonces, tanto el matrimonio como el concubinato se limitaban únicamente a parejas de diferente sexo, o, peor aún, señalaban que su objetivo principal era la procreación. Cambiar la definición de las dos figuras anteriores pudo haber generado un gran rechazo social; y por lo tanto se prefirió crear estos actos jurídicos basados en la solidaridad, el apego afectivo o la comprensión y la ayuda mutua. Esta nueva institución surge de iniciativas ciudadanas y está inspirada en ordenamientos similares que ya se estaban discutiendo y aprobando en Europa Occidental desde inicios de la década de 1990.
7 entidades han optado por la figura de las sociedades de convivencia: la Ciudad de México (en 2006), Coahuila (en 2007 y 2014), Campeche (en 2013), Colima (en 2013), Jalisco (en 2013), Michoacán (en 2015) y Tlaxcala (en 2017). En Colima y en Jalisco fueron derogados después de haber sido declarados inconstitucionales por la SCJN en 2014 y 2018. En el caso del primero; el motivo de la invalidez fue la discriminación porque el matrimonio se limitaba a parejas de distinto sexo, mientras que la unión civil se restringía a parejas del mismo sexo. En el caso del segundo, el motivo de la nulidad fue el no respetar los plazos establecidos del procedimiento legislativo.
La reforma constitucional de junio de 2011 permitió que el país transitara de un sistema de derecho positivo a uno de derecho natural donde la protección amplia a los derechos humanos es primordial. A partir de entonces, se reitera la supremacía de los tratados internacionales que el Estado mexicano haya suscrito y ratificado. Y, se introducen los principios de universalidad, interdependencia, indivisibilidad y progresividad para que todas las autoridades e instituciones en México adopten, defiendan, garanticen, respeten, promuevan y protejan los mecanismos y medidas necesarios para revertir o cambiar situaciones discriminatorias existentes, de iure o de facto, en la sociedad.
En 2015, debido a la gran cantidad de amparos que se dio en el país para que las parejas del mismo sexo pudieran casarse legalmente en las entidades donde aún no era permitido, la Primera Sala de la SCJN emitió 4 tesis de jurisprudencia para impulsar la armonización de los ordenamientos jurídicos locales por parte de los poderes legislativos de cada entidad. Entonces, tanto el matrimonio entre personas del mismo sexo; como el concubinato igualitario, la unión civil o cualquier figura o acto jurídico que reconozca cualquier tipo de familia y que se traduzca en beneficios y protecciones para las mismas son declarados como constitucionales de manera general, para todo el país, con lo que se pudo agilizar la impugnación de códigos y leyes locales que discriminen a este tipo de uniones.
Así, 18 entidades legalizaron, al mismo tiempo, tanto el matrimonio igualitario como el concubinato entre personas del mismo sexo: Nayarit (2015), Michoacán (2016), Morelos (2016), Hidalgo (2019), Oaxaca (2019), San Luís Potosí (2019), Puebla (2020), Tlaxcala (2020), Querétaro (2021), Sinaloa (2021), Sonora (2021), Guerrero (2022), Estado de México (2022), Tabasco (2022), Tamaulipas (2022), Yucatán (2022), Zacatecas (2022) y Nuevo León (2023). En el caso de Puebla y Nuevo León, el matrimonio entre personas del mismo sexo se autoriza desde 2017 y 2019 por sentencias de la SCJN (Acción de Inconstitucionalidad 29/2016 y Acción de Inconstitucionalidad 29/2018), por lo que desde entonces se permite también el concubinato igualitario.
En Veracruz se legalizó primero el concubinato entre personas del mismo sexo (2020), pero sin incluir al matrimonio igualitario (2022).
En Quintana Roo y Baja California Sur, el matrimonio entre personas del mismo sexo se legalizó en 2012 y 2019, pero la armonización de la figura del concubinato igualitario fue posible hasta 2021 y 2023.
En Colima, Chihuahua, Baja California, Chiapas y Guanajuato se permite el matrimonio entre personas del mismo sexo desde 2016, 2017, 2018, 2015 y 2022; pero sus legislaciones locales siguen sin tener una definición formal del concubinato y por lo tanto no señalan de manera explícita que tipo de parejas pueden acogerse a él. Un caso similar se da en CDMX, Coahuila y Campeche donde existen sociedades de convivencia como alternativa al matrimonio y al concubinato, pero este último es ambiguo.
A nivel federal, el Código Civil tampoco define debidamente al concubinato y por lo tanto no se establece de manera evidente a que tipo de parejas podría amparar. Sin embargo, desde 2023, la Ley del Seguro Social (que regula el IMSS) y la Ley del Instituto de Seguridad y Servicios Sociales de los Trabajadores del Estado (que regula el ISSSTE) reconocen formalmente a todos los actos jurídicos (matrimonio, concubinato o sociedad de convivencia) para formar cualquier tipo de familia en cualquiera de las diferentes entidades federativas del país, y por lo tanto, cualquier tipo de pareja pueda acceder a la seguridad social. En el caso de la Ley del Instituto de Seguridad Social para las Fuerzas Armadas Mexicanas (que regula el ISSFAM) sigue siendo parcialmente discriminatoria y las pocas afiliaciones de parejas del mismo sexo que se han dado se han hecho por mandamiento judicial, debido a la exclusión solapada que se da al interior de las fuerzas armadas.
En México, el matrimonio igualitario no remplaza a la unión civil como ha sucedido otros territorios. La Constitución Política de los Estados Unidos Mexicanos no dispone a la celebración del matrimonio como único requisito para poder disfrutar de la protección al núcleo familiar. El propio artículo 1.º constitucional prohíbe la discriminación por estado civil. Y, el artículo 4.º constitucional consagra la protección de la familia sin importar la manera en la que este estructurada.
| Entidad federativa  | Concepto                                | Regulado por                                                                       | Constancia de acreditación                                     | Periodo de cohabitación | Considera parejas del mismo sexo |
| ------------------- | --------------------------------------- | ---------------------------------------------------------------------------------- | -------------------------------------------------------------- | ----------------------- | -------------------------------- |
| Aguascalientes      | Concubinato Artículo 313 Bis            | Código Civil                                                                       | No se menciona                                                 | 2 años                  | Inconstitucional, pero inválido  |
| Baja California     | Concubinato Sin definir aún             | Código Civil                                                                       | No se menciona                                                 | No se menciona          | Ambiguo                          |
| Baja California Sur | Concubinato Artículo 330                | Código Civil                                                                       | No se menciona                                                 | 5 años                  | Sí                               |
| Baja California Sur | Concubinato Artículo 330                | Código Civil                                                                       | No se menciona                                                 | 2 años                  | Sí                               |
| Campeche            | Concubinato Sin definir aún             | Código Civil                                                                       | No se menciona                                                 | No se menciona          | Sí                               |
| Campeche            | Sociedad de convivencia Artículo 2      | Ley de Sociedades de Convivencia                                                   | Registro Público de la Propiedad y de Comercio Artículos 3 y 6 | No aplica               | Sí                               |
| Chiapas             | Concubinato Sin definir aún             | Código Civil                                                                       | No se menciona                                                 | No se menciona          | Ambiguo                          |
| Chihuahua           | Concubinato Sin definir aún             | Código Civil                                                                       | No se menciona                                                 | No se menciona          | Ambiguo                          |
| Ciudad de México    | Concubinato Sin definir aún             | Código Civil                                                                       | Registro Civil Artículo 35                                     | 2 años                  | Sí                               |
| Ciudad de México    | Sociedad de convivencia Artículo 2      | Ley de Sociedades de Convivencia                                                   | Dirección General Jurídica y de Gobierno Artículos 3 y 6       | No aplica               | Sí                               |
| Coahuila            | Concubinato Sin definir aún             | Código Civil                                                                       | Registro Público de la Propiedad Artículo 3587-3               | No se menciona          | Sí                               |
| Coahuila            | Sociedad de convivencia Artículo 3587-1 | Código Civil                                                                       | Registro Público de la Propiedad Artículo 3587-3               | No aplica               | Sí                               |
| Coahuila            | Pacto de solidaridad Artículo 252       | Ley Familiar                                                                       | Registro Civil Artículos 41, 120 y 254                         | No aplica               | Sí                               |
| Colima              | Concubinato Sin definir aún             | Código Civil                                                                       | No se menciona                                                 | No se menciona          | Ambiguo                          |
| Durango             | Concubinato Artículo 286-1              | Código Civil                                                                       | No se menciona                                                 | 3 años                  | Inconstitucional, pero inválido  |
| Estado de México    | Concubinato Artículo 4.403              | Código Civil                                                                       | No se menciona                                                 | 1 año                   | Sí                               |
| Guanajuato          | Concubinato Sin definir aún             | Código Civil                                                                       | No se menciona                                                 | No se menciona          | Ambiguo                          |
| Guerrero            | Concubinato Artículo 494 Bis            | Código Civil                                                                       | No se menciona                                                 | 2 años                  | Sí                               |
| Hidalgo             | Concubinato Sin definir aún             | Código Civil                                                                       | No se menciona                                                 | No se menciona          | Sí                               |
| Hidalgo             | Concubinato Artículo 143                | Ley Familiar                                                                       | No se menciona                                                 | 3 años                  | Sí                               |
| Jalisco             | Concubinato Artículo 778                | Código Civil                                                                       | No se menciona                                                 | 3 años                  | Inconstitucional, pero inválido  |
| Michoacán           | Concubinato Sin definir aún             | Código Civil                                                                       | No se menciona                                                 | 2 años                  | Sí                               |
| Michoacán           | Concubinato Artículo 307                | Código Familiar                                                                    | No se menciona                                                 | 2 años                  | Sí                               |
| Michoacán           | Sociedad de convivencia Artículo 295    | Código Familiar                                                                    | Registro Civil Artículos 298 y 300                             | No aplica               | Sí                               |
| Morelos             | Concubinato Sin definir aún             | Código Civil                                                                       | No se menciona                                                 | No se menciona          | Sí                               |
| Morelos             | Concubinato Artículo 65                 | Código Familiar                                                                    | No se menciona                                                 | 2 años                  | Sí                               |
| Nayarit             | Concubinato Artículo 136                | Código Civil                                                                       | No se menciona                                                 | 2 años                  | Sí                               |
| Nuevo León          | Concubinato Artículo 291 Bis            | Código Civil                                                                       | No se menciona                                                 | 2 años                  | Sí                               |
| Oaxaca              | Concubinato Sin definir aún             | Código Civil                                                                       | Registro Civil Artículo 115 Bis                                | No se menciona          | Sí                               |
| Oaxaca              | Concubinato Artículo 7                  | Código Familiar                                                                    | No se menciona                                                 | 2 años                  | Sí                               |
| Puebla              | Concubinato Artículo 297                | Código Civil                                                                       | No se menciona                                                 | 2 años                  | Sí                               |
| Querétaro           | Concubinato Artículo 273                | Código Civil                                                                       | No se menciona                                                 | 3 años                  | Sí                               |
| Quintana Roo        | Concubinato Artículo 825 Bis            | Código Civil                                                                       | No se menciona                                                 | 2 años                  | Sí                               |
| San Luis Potosí     | Concubinato Sin definir aún             | Código Civil                                                                       | No se menciona                                                 | No se menciona          | Sí                               |
| San Luis Potosí     | Concubinato Artículo 105                | Código Familiar                                                                    | No se menciona                                                 | 3 años                  | Sí                               |
| San Luis Potosí     | Concubinato Artículo 105                | Código Familiar                                                                    | No se menciona                                                 | 2 años                  | Sí                               |
| Sinaloa             | Concubinato Artículo 165                | Código Familiar                                                                    | Registro Civil Artículo 167                                    | 2 años                  | Sí                               |
| Sonora              | Concubinato Sin definir aún             | Código Civil                                                                       | No se menciona                                                 | No se menciona          | Sí                               |
| Sonora              | Concubinato Artículo 191                | Código Familiar                                                                    | No se menciona                                                 | 3 años                  | Sí                               |
| Tabasco             | Concubinato Artículo 153                | Código Civil                                                                       | No se menciona                                                 | 2 años                  | Sí                               |
| Tamaulipas          | Concubinato Artículo 267 Bis            | Código Civil                                                                       | Registro Civil Artículo 104                                    | 2 años                  | Sí                               |
| Tlaxcala            | Concubinato Artículo 42                 | Código Civil                                                                       | No se menciona                                                 | No se menciona          | Sí                               |
| Tlaxcala            | Sociedad de convivencia Artículo 2      | Ley de Sociedades de Convivencia                                                   | Registro Civil Artículos 3 y 7                                 | No aplica               | Sí                               |
| Veracruz            | Concubinato Artículo 139                | Código Civil                                                                       | No se menciona                                                 | 3 años                  | Sí                               |
| Yucatán             | Concubinato Artículo 201                | Código Familiar                                                                    | No se menciona                                                 | 2 años                  | Sí                               |
| Zacatecas           | Concubinato Sin definir aún             | Código Civil                                                                       | No se menciona                                                 | No se menciona          | Sí                               |
| Zacatecas           | Concubinato Artículo 241                | Código Familiar                                                                    | Registro Civil Artículo 9                                      | 2 años                  | Sí                               |
| México              | Concubinato Sin definir aún             | Código Civil                                                                       | No se menciona                                                 | No se menciona          | Ambiguo                          |
| México              | Concubinato Sin definir aún             | Ley del Seguro Social                                                              | No aplica                                                      | No aplica               | Sí                               |
| México              | Unión civil Artículo 5 A. Apartado XX   | Ley del Seguro Social                                                              | No aplica                                                      | No aplica               | Sí                               |
| México              | Concubinato Sin definir aún             | Ley del Instituto de Seguridad y Servicios Sociales de los Trabajadores del Estado | No aplica                                                      | No aplica               | Sí                               |
| México              | Unión Civil Artículo 6. Apartado XXX    | Ley del Instituto de Seguridad y Servicios Sociales de los Trabajadores del Estado | No aplica                                                      | No aplica               | Sí                               |
| México              | Concubinato Sin definir aún             | Ley del Instituto de Seguridad Social para las Fuerzas Armadas Mexicanas           | No aplica                                                      | No aplica               | Ambiguo                          |

| Entidad federativa  | Tipo de decisión       | Fecha de adopción        | Entrada en vigor         | Publicado en                                                                                          |
| ------------------- | ---------------------- | ------------------------ | ------------------------ | --- |
| Aguascalientes      | Sentencia judicial     | 2 de abril de 2019       | 17 de agosto de 2019     | Diario Oficial de la Federación, edición matutina, N.º 14 del 16 de agosto de 2019.                   |
| Baja California     | Decisión del ejecutivo | 3 de noviembre de 2017   | 4 de noviembre de 2017   | - |
| Baja California     | Reforma legislativa    | 16 de junio de 2021      | 15 de septiembre de 2021 | Periódico Oficial del Estado de Baja California. Tomo CXXVIII. Nº 69.                                 |
| Baja California Sur | Reforma legislativa    | 27 de junio de 2019      | 29 de junio de 2019      | Boletín Oficial del Estado de Baja California Sur. Tomo XLVI. Nº 29.                                  |
| Campeche            | Reforma legislativa    | 10 de mayo de 2016       | 17 de mayo de 2016       | Periódico Oficial del Estado de Campeche. Segunda edición. Cuarta época. Año I. Nº 0190.              |
| Chiapas             | Sentencia judicial     | 11 de julio de 2017      | 12 de mayo de 2018       | Diario Oficial de la Federación, edición matutina, Tomo DCCLXXVI, N.º 8 del 11 de mayo de 2018.       |
| Chihuahua           | Decisión del ejecutivo | 11 de junio de 2015      | 12 de junio de 2015      | - |
| Ciudad de México    | Reforma legislativa    | 29 de diciembre de 2009  | 4 de marzo de 2010       | Gaceta Oficial del Distrito Federal. Décima Séptima Época. Nº 747.                                    |
| Coahuila            | Reforma legislativa    | 1 de septiembre de 2014  | 17 de septiembre de 2014 | Periódico Oficial del Estado de Coahuila. Tomo CXXI. Nº 74.                                           |
| Colima              | Reforma legislativa    | 25 de mayo de 2016       | 12 de junio de 2016      | Periódico Oficial del Estado de Colima. Tomo CXXI. Nº 74.                                             |
| Durango             | Decisión del ejecutivo | 18 de septiembre de 2022 | 19 de septiembre de 2022 | Periódico Oficial del Estado de Durango. Tomo CCXXXVII. Nº 75.                                        |
| Durango             | Reforma legislativa    | 21 de septiembre de 2022 | 10 de octubre de 2022    | Periódico Oficial del Estado de Durango. Tomo CCXXXVII. Nº 81.                                        |
| Estado de México    | Reforma legislativa    | 11 de octubre de 2022    | 2 de noviembre de 2022   | Periódico Oficial del Estado de México. Tomo CCXIV. Nº 82.                                            |
| Guanajuato          | Decisión del ejecutivo | 20 de diciembre de 2022  | 20 de diciembre de 2022  | Periódico Oficial del Estado de Guanajuato. Tomo CXXVIII. Nº 69.                                      |
| Guerrero            | Reforma legislativa    | 25 de octubre de 2022    | 31 de diciembre de 2022  | Periódico Oficial del Estado de Guerrero. Año CIII. Edición Nº 104. Alcance I.                        |
| Hidalgo             | Reforma legislativa    | 14 de mayo de 2019       | 11 de junio de 2019      | Periódico Oficial del Estado de Guerrero. Tomo CLII. Nº 23.                                           |
| Jalisco             | Sentencia judicial     | 26 de enero de 2016      | 21 de abril de 2016      | Diario Oficial de la Federación, edición matutina, Tomo DCCLI. N.º 16 del 21 de abril de 2016.        |
| Jalisco             | Reforma legislativa    | 7 de abril de 2022       | 10 de abril de 2022      | Periódico Oficial del Estado de Jalisco. Tomo CDIII. Nº 48.                                           |
| Michoacán           | Reforma legislativa    | 18 de mayo de 2016       | 23 de junio de 2016      | Periódico Oficial del Estado de Michoacán. Tomo CLXIV. Nº 95.                                         |
| Morelos             | Reforma legislativa    | 18 de mayo de 2016       | 5 de julio de 2016       | Periódico Oficial del Estado de Morelos. Sexta época. Nº 5408.                                        |
| Nayarit             | Reforma legislativa    | 18 de diciembre de 2015  | 23 de diciembre de 2015  | Periódico Oficial del Estado de Nayarit. Tomo CXCVII. Nº 121. Tiraje 080.                             |
| Nuevo León          | Sentencia judicial     | 19 de febrero de 2019    | 31 de mayo de 2019       | Diario Oficial de la Federación, edición vespertina, Tomo DCCLXXXVIII. N.º 33 del 31 de mayo de 2019. |
| Nuevo León          | Reforma legislativa    | 14 de junio de 2023      | 24 de junio de 2023      | Periódico Oficial del Estado de Nuevo León. Tomo CLX. Nº 80.                                          |
| Oaxaca              | Reforma legislativa    | 28 de agosto de 2019     | 6 de octubre de 2019     | Periódico Oficial del Estado de Oaxaca. Tomo CI. Nº 40. Segunda sección.                              |
| Oaxaca              | Reforma legislativa    | 22 de octubre de 2021    | 5 de diciembre del 2021  | Periódico Oficial del Estado de Oaxaca. Tomo CIII. Nº 49. Décimo Primera sección.                     |
| Puebla              | Sentencia judicial     | 1 de agosto de 2017      | 16 de febrero de 2018    | Diario Oficial de la Federación, edición matutina, Tomo DCCLXXIII. N.º 13 del 16 de febrero de 2018.  |
| Puebla              | Reforma legislativa    | 3 de noviembre de 2020   | 11 de noviembre de 2020  | Periódico Oficial del Estado de Puebla. Tomo DXLVII. Nº 6.                                            |
| Querétaro           | Reforma legislativa    | 22 de septiembre de 2021 | 13 de noviembre de 2021  | Diarios de circulación local por parte del Congreso local.                                            |
| Quintana Roo        | Decisión del ejecutivo | 3 de mayo de 2012        | 3 de mayo de 2012        | - |
| San Luis Potosí     | Reforma legislativa    | 17 de mayo de 2019       | 21 de mayo de 2019       | Periódico Oficial del Estado de San Luis Potosí. Año CII. Tomo I.                                     |
| Sinaloa             | Reforma legislativa    | 15 de junio de 2021      | 30 de junio de 2021      | Periódico Oficial del Estado de Sinaloa. Tomo CXII. Tercera época. Nº 078.                            |
| Sonora              | Reforma legislativa    | 23 de septiembre de 2021 | 22 de octubre de 2021    | Boletín Oficial del Estado de Sonora. Tomo CCVIII. Tercera época. Nº 033.                             |
| Tabasco             | Reforma legislativa    | 19 de octubre de 2022    | 27 de octubre de 2022    | Periódico Oficial del Estado de Tabasco. Época séptima. Edición 8362.                                 |
| Tamaulipas          | Reforma legislativa    | 26 de octubre de 2022    | 19 de noviembre de 2022  | Periódico Oficial del Estado de Tamaulipas. Tomo CXLVII. Nº 25.                                       |
| Tlaxcala            | Reforma legislativa    | 8 de diciembre de 2020   | 25 de diciembre de 2020  | Periódico Oficial del Estado de Tlaxcala del 24 de diciembre de 2020.                                 |
| Veracruz            | Sentencia judicial     | 30 de mayo de 2022       | 20 de octubre de 2022    | Diario Oficial de la Federación, edición matutina, N.º 17 del 20 de octubre de 2022.                  |
| Veracruz            | Reforma legislativa    | 2 de junio de 2022       | 14 de junio de 2022      | Gaceta Oficial del Estado de Veracruz. Tomo CCV. Nº 232. Sección III.                                 |
| Yucatán             | Reforma legislativa    | 25 de agosto de 2021     | 7 de septiembre de 2021  | Diario Oficial del Estado de Yucatán. Año CXXIV. Nº 34,576.                                           |
| Yucatán             | Reforma legislativa    | 1 de marzo de 2022       | 4 de marzo de 2022       | Diario Oficial del Estado de Yucatán. Año CXXV. Nº 34,715.                                            |
| Zacatecas           | Reforma legislativa    | 14 de diciembre de 2021  | 30 de diciembre de 2021  | Periódico Oficial del Estado de Zacatecas. Tomo CXXXI. Nº 104.                                        |

### Derechos de la comunidad trans en México
En 2020, el 54.5% de los asesinatos cometidos, clasificados como crímenes de odio, en México fueron a mujeres trans. Esta cifra posiciona a la comunidad trans como uno de los grupos sociales más vulnerados dentro de la comunidad LGBTTTIQ+ “[…] por transgredir los estereotipos binarios de género masculino/femenino y por no someterse al rol de género subordinado […]”. Sin embargo, la falta de legislaciones por parte de los gobiernos locales impiden un reconocimiento legal de las personas trans, lo que a su vez precariza y limita sus vidas.
Aunque a nivel federal se aprobaran legislaciones que permitieran el cambio de datos en documentos oficiales, “México es el único país de América Latina donde los códigos penales y las leyes de salud se determinan en cada estado”. Esto significa que, aunque a nivel federal pueden existir legislaciones en contra de la discriminación de las personas de la comunidad LGBTTTIQ+, sólo las entidades estatales pueden hacer vigentes estas legislaciones. Por consecuencia, a pesar de que la SCJN ha emitido juicios a favor de los cambios de datos en documentos oficiales,  sólo 13 entidades han aprobado la Ley de Identidad de Género que permite facilita el proceso de cambio de indicadores de sexo y nombre en los documentos oficiales a personas mayores de edad.
En 2019, un juez federal ordenó al Registro Civil queretano el cambio de identificadores de género y nombre a las actas de nacimiento de cinco personas trans del estado. Aunque este es un antecedente legal, actualmente el proceso en Querétaro sólo se puede lograr a través de un juicio en donde las personas trans aporten pruebas (tanto médicas como psicológicas) que justifiquen la modificación de sus datos.
Se ha señalado que este proceso por parte de la legislación local niega el reconocimiento al derecho de la libre identidad de las personas, lo que a su vez les obliga a entrar a procesos judiciales largos y tardados o intentar en otro estado. Sin una legislación, el Código Civil del estado puede seguir ordenando que el proceso de cambio de datos sea a través de un juicio que convierten la afirmación de la identidad de las personas en un proceso largo y costoso.
| Entidad federativa  | Reconocimiento                            | Tipo de decisión       | Fecha de adopción         | Entrada en vigor         | Publicado en |
| ------------------- | ----------------------------------------- | ---------------------- | ------------------------- | ------------------------ | --- |
| Aguascalientes      | Pendiente                                 | Pendiente              | Pendiente                 | Pendiente                | Pendiente |
| Baja California     | Personas trans (adultas)                  | Reforma legislativa    | 27 de enero de 2022       | 12 de febrero de 2022    | Periódico Oficial del Estado de Baja California. Tomo CXXIX. N.º 11. Sección IV. |
| Baja California     | Personas trans (infancias y adolescentes) | Sentencia judicial     | 19 de junio de 2023       | 23 de enero de 2024      | Diario Oficial de la Federación, edición matutina. N.º 20 del 22 de enero de 2024. |
| Baja California     | Personas trans (infancias y adolescentes) | Reforma legislativa    | 20 de junio de 2024       | 29 de junio de 2024      | Periódico Oficial del Estado de Baja California. Tomo CXXXI. N.º 33. Sección IV. |
| Baja California Sur | Personas trans (adultas)                  | Reforma legislativa    | 28 de junio de 2021       | 1 de agosto de 2021      | Boletín Oficial del Estado de Baja California Sur. Tomo XLVIII. N.º 28-Bis. |
| Baja California Sur | Personas trans (infancias y adolescentes) | Sentencia judicial     | 13 de junio de 2023       | 7 de octubre de 2023     | Diario Oficial de la Federación, edición matutina. N.º 20 del 6 de octubre de 2023. |
| Baja California Sur | Personas trans (infancias y adolescentes) | Reforma legislativa    | 27 de junio de 2024       | 5 de julio de 2024       | Boletín Oficial del Estado de Baja California Sur. Tomo LI. N.º 48. |
| Campeche            | Personas trans (adultas)                  | Reforma legislativa    | 8 de agosto de 2024       | 17 de agosto de 2024     | Periódico Oficial del Estado de Campeche. Cuarta Época. Año IX. N.º 2232. |
| Chiapas             | Pendiente                                 | Pendiente              | Pendiente                 | Pendiente                | Pendiente |
| Chihuahua           | Personas trans (adultas)                  | Sentencia judicial     | 7 de junio de 2019        | 10 de junio de 2019      | Tesis jurisprudencial del Pleno del Decimoséptimo Circuito PC.XVII. J/20 A (10a.) |
| Chihuahua           | Personas trans (adultas)                  | Decisión del ejecutivo | 7 de junio de 2019        | 10 de junio de 2019      | Tesis jurisprudencial del Pleno del Decimoséptimo Circuito PC.XVII. J/20 A (10a.) |
| Ciudad de México    | Personas trans (adultas)                  | Reforma legislativa    | 29 de agosto de 2008      | 11 de octubre de 2008    | Gaceta Oficial del Distrito Federal. Décima Séptima Época. N.º 439. |
| Ciudad de México    | Personas trans (adultas)                  | Reforma legislativa    | 13 de noviembre de 2014   | 5 de febrero de 2015     | Gaceta Oficial del Distrito Federal. Décima Octava Época. N.º 24. |
| Ciudad de México    | Personas trans (adolescentes)             | Decisión del ejecutivo | 26 de agosto de 2021      | 28 de agosto de 2021     | Gaceta Oficial de la Ciudad de México. Vigésima Primera Época. N.º 671 Bis. |
| Ciudad de México    | Personas trans (adolescentes)             | Sentencia judicial     | 15 de junio de 2022       | 15 de junio de 2022      | Amparo en revisión 155/2021. Primera Sala de la Suprema Corte de Justicia de la Nación. |
| Ciudad de México    | Personas no binarias                      | Reforma legislativa    | 25 de febrero de 2025     | 1 de abril de 2025       | Gaceta Oficial del Distrito Federal. Vigésima Primera Época. N.º 1578 Bis. |
| Coahuila            | Personas trans (adultas)                  | Reforma legislativa    | 13 de noviembre de 2018   | 28 de noviembre de 2018  | Periódico Oficial del Estado de Coahuila. Tomo CXXV. N.º 95. |
| Colima              | Personas trans (adultas)                  | Reforma legislativa    | 13 de febrero de 2019     | 28 de febrero de 2019    | Periódico Oficial del Estado de Colima. Tomo CIV. N.º 14. Edición Extraordinaria. |
| Durango             | Pendiente                                 | Pendiente              | Pendiente                 | Pendiente                | Pendiente |
| Estado de México    | Personas trans (adultas)                  | Reforma legislativa    | 20 de julio de 2021       | 23 de julio de 2021      | Periódico Oficial del Estado de México. Tomo CCXII. N.º 12. Sección Segunda. |
| Estado de México    | Personas trans (infancias y adolescentes) | Sentencia judicial     | 15 de junio de 2023       | 16 de junio de 2023      | Diario Oficial de la Federación, edición matutina. N.º 18 del 21 de octubre de 2024. |
| Guanajuato          | Personas trans (cualquier edad)           | Reforma legislativa    | 17 de diciembre de 2024   | 27 de diciembre de 2024  | Periódico Oficial del Estado de Guanajuato. Año CXI. Tomo CLXII. N.º 260. Octava parte. |
| Guerrero            | Pendiente                                 | Pendiente              | Pendiente                 | Pendiente                | Pendiente |
| Hidalgo             | Personas trans (adultas)                  | Reforma legislativa    | 25 de abril de 2019       | 16 de mayo de 2019       | Periódico Oficial del Estado de Hidalgo. Tomo CLII. N.º 19. Alcance 1. |
| Hidalgo             | Personas no binarias                      | Reforma legislativa    | 4 de noviembre de 2022    | 25 de noviembre de 2022  | Periódico Oficial del Estado de Hidalgo. Tomo CLIV. N.º 47. Alcance 4. |
| Jalisco             | Personas trans (cualquier edad)           | Decisión del ejecutivo | 29 de octubre de 2020     | 30 de octubre de 2020    | Periódico Oficial del Estado de Jalisco. Tomo CCCXCIX. N.º 22. Sección II. |
| Jalisco             | Personas trans (cualquier edad)           | Reforma legislativa    | 7 de abril de 2022        | 10 de abril de 2022      | Periódico Oficial del Estado de Jalisco. Tomo CDIII. N.º 48. Sección IV. |
| Jalisco             | Personas trans (infancias y adolescentes) | Sentencia judicial     | 15 de junio de 2023       | 16 de junio de 2023      | Diario Oficial de la Federación, edición matutina. N.º 9 del 11 de septiembre de 2023. |
| Michoacán           | Personas trans (adultas)                  | Reforma legislativa    | 13 de junio de 2017       | 19 de agosto de 2017     | Periódico Oficial del Estado de Michoacán. Tomo CLXVII. N.º 97. Séptima Sección. |
| Morelos             | Personas trans (adultas)                  | Reforma legislativa    | 9 de septiembre de 2021   | 15 de septiembre de 2021 | Periódico Oficial del Estado de Morelos. Sexta época. 5986. |
| Morelos             | Personas trans (adolescentes)             | Reforma legislativa    | 9 de septiembre de 2021   | 27 de noviembre de 2021  | Periódico Oficial del Estado de Morelos. Sexta época. 6015. |
| Nayarit             | Personas trans (adultas)                  | Reforma legislativa    | 20 de julio de 2017       | 28 de julio de 2017      | Periódico Oficial del Estado de Nayarit. Sección Sexta. Tomo CCI. N.º 020. Tiraje 040. Sección Octava.                                                                                                 |
| Nayarit             | Personas trans (adultas)                  | Reforma legislativa    | 21 de julio de 2021       | 3 de diciembre de 2022   | Periódico Oficial del Estado de Nayarit. Sección Octava. Tomo CCXI. N.º 105. Tiraje 030. Sección Octava.                                                                                               |
| Nuevo León          | Personas trans (cualquier edadad)         | Decisión del ejecutivo | 18 de marzo de 2019       | 19 de marzo de 2020      | NA |
| Oaxaca              | Personas trans (adultas)                  | Reforma legislativa    | 30 de agosto de 2019      | 6 de octubre del 2019    | Periódico Oficial del Estado de Oaxaca. Tomo CI. N.º 40. Segunda sección. |
| Oaxaca              | Personas trans (adolescentes)             | Reforma legislativa    | 22 de septiembre del 2021 | 17 de octubre del 2021   | Periódico Oficial del Estado de Oaxaca. Tomo CIII. N.º 42. Cuarta sección. |
| Oaxaca              | Personas trans (infancias)                | Sentencia judicial     | 15 de junio de 2023       | 16 de junio de 2023      | Diario Oficial de la Federación, edición matutina. N.º 14 del 14 de junio de 2024. |
| Puebla              | Personas trans (adultas)                  | Reforma legislativa    | 25 de febrero de 2021     | 27 de marzo de 2021      | Periódico Oficial del Estado de Puebla. Tomo DLI. N.º 19. Edición vespertina. |
| Puebla              | Personas trans (infancias y adolescentes) | Sentencia judicial     | 7 de marzo de 2023        | 8 de marzo de 2023       | Diario Oficial de la Federación, edición matutina. N.º 6 del 7 de marzo de 2023. |
| Querétaro           | Pendiente                                 | Pendiente              | Pendiente                 | Pendiente                | Pendiente |
| Quintana Roo        | Personas trans (adultas)                  | Reforma legislativa    | 17 de noviembre de 2020   | 1 de diciembre de 2020   | Periódico Oficial del Estado de Quintana Roo. Tomo III. N.º 22 Ordinario. Novena época. |
| San Luis Potosí     | Personas trans (adultas)                  | Decisión del ejecutivo | 17 de mayo de 2019        | 18 de mayo de 2019       | Periódico Oficial del Estado de San Luis Potosí. Año CII. Tomo I. Edición Extraordinaria. |
| Sinaloa             | Personas trans (cualquier edad)           | Reforma legislativa    | 9 de marzo de 2022        | 17 de marzo de 2022      | Periódico Oficial del Estado de Sinaloa. Tomo CXII. Tercera época. Primera Sección N.º 033. |
| Sonora              | Personas trans (adultas)                  | Reforma legislativa    | 1 de octubre de 2020      | 3 de febrero de 2021     | Boletín Oficial del Estado de Sonora. Tomo CCVII. N.º 9 Sección I. |
| Sonora              | Personas trans (infancias y adolescentes) | Sentencia judicial     | 19 de junio de 2023       | 21 de octubre de 2023    | Diario Oficial de la Federación, edición matutina. N.º 18 del 20 de octubre de 2023. |
| Tabasco             | Pendiente                                 | Pendiente              | Pendiente                 | Pendiente                | Pendiente |
| Tamaulipas          | Pendiente                                 | Pendiente              | Pendiente                 | Pendiente                | Pendiente |
| Tlaxcala            | Personas trans (adultas)                  | Reforma legislativa    | 1 de octubre de 2019      | 15 de octubre de 2019    | Periódico Oficial del Estado de Tlaxcala del 14 de octubre de 2019. |
| Veracruz            | Personas trans (adultas)                  | Sentencia judicial     | 2 de agosto de 2021       | 11 de agosto de 2021     | Gaceta Oficial del Estado de Veracruz. Tomo CCIV. N.º Extraordinario 316. |
| Veracruz            | Personas trans (adultas)                  | Sentencia judicial     | 2 de agosto de 2021       | 11 de agosto de 2021     | Gaceta Oficial del Estado de Veracruz. Tomo CCIV. N.º Extraordinario 316. |
| Veracruz            | Personas trans (adultas)                  | Reforma legislativa    | 1 de abril de 2025        | 8 de abril de 2025       | Gaceta Oficial del Estado de Veracruz. Tomo CCXI. N.º Ext. 138. |
| Yucatán             | Personas trans (adultas)                  | Reforma legislativa    | 28 de marzo de 2024       | 27 de abril de 2024      | Periódico Oficial del Estado de Yucatán. Año CXXVII. N.º 35,372. Suplemento. |
| Zacatecas           | Personas trans (adultas)                  | Reforma legislativa    | 22 de diciembre de 2022   | 26 de enero de 2023      | Periódico Oficial del Estado de Zacatecas. Tomo CXXXIII. N.º 7. |
| México              | Personas no binarias                      | Acuerdo administrativo | 27 de febrero de 2023     | 27 de febrero de 2023    | Gaceta Electoral del Instituto Nacional Electoral. No. 66. Nueva Era. Sesión Ordinaria del Consejo General del 27 de febrero de 2023. Número INE/CG123/2023.                                           |
| México              | Personas trans (cualquier edad)           | Decisión del ejecutivo | 19 de enero de 2022       | 20 de enero de 2022      | NA |
| México              | Personas trans (cualquier edad)           | Decisión del ejecutivo | 6 de enero de 2025        | 7 de enero de 2025       | Diario Oficial de la Federación, edición vespertina. N.º 005/2025 del 6 de enero de 2025. |
| México              | Personas no binarias                      | Decisión del ejecutivo | 15 de mayo de 2023        | 16 de mayo de 2023       | Diario Oficial de la Federación, edición matutina. N.º 12 del 15 de mayo de 2023. |
| México              | Personas no binarias                      | Decisión del ejecutivo | 15 de mayo de 2023        | 16 de mayo de 2023       | Diario Oficial de la Federación, edición matutina. N.º 12 del 15 de mayo de 2023. |
| México              | Personas no binarias                      | Decisión del ejecutivo | 15 de mayo de 2023        | 16 de mayo de 2023       | Instructivo para la expedición de pasaportes mexicanos para personas que difieren de identificarse con género binario. Secretaría de Relaciones Exteriores. Dirección General de Servicios Consulares. |

## Lugares LGBT del país

### El peso rosa

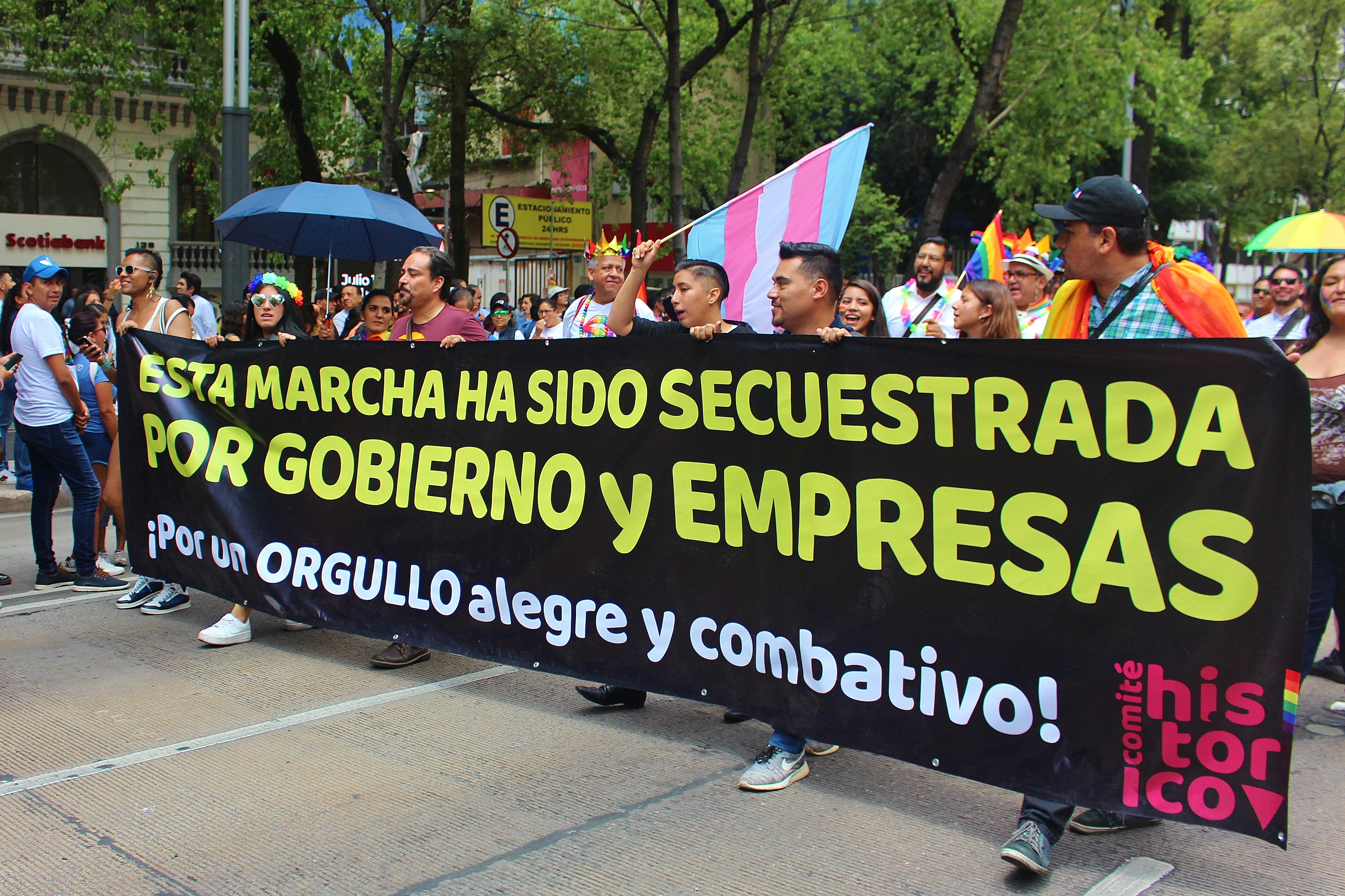
Protesta contra la mercantilización de la Marcha del Orgullo LGBT en Ciudad de México.

El mercado rosa (llamado pink market o mercado LGBT) en México se calcula en unos 51,300 millones de pesos (unos 4,663 millones de dólares). El grupo de consumidores LGBT, ignorado hasta el momento por homofobia o temor a las críticas, está siendo descubierto. En 2005 se creó la Expo Gay en México, que pretende dar a conocer las empresas y servicios a la comunidad LGBT, y los empresarios del ramo se han unido en la Unión de Empresarios y Prestadores de Servicios a la Comunidad Lésbica, Gay, Bisexual y Transgénero (Unegay).
Un estudio de la agencia De la Riva sobre el comportamiento del consumidor LGBT, muestra que la forma de actuar de gais y lesbianas es distinta. Mientras los gais prefieren las marcas y un estilo de vida más arriesgado, las lesbianas tienden a ser cultas y no se suelen fijar en nombres comerciales. Los gais responden a anuncios que realizan guiños cómplices a la comunidad, pero rechazan los anuncios de temas abiertamente gais, porque temen ser identificados a través del producto. Tanto gais como lesbianas tienen grandes necesidades afectivas y de ser aceptados, y prefieren las parejas estables.
El turismo rosa, sobre todo el procedente de Canadá y Estados Unidos, tiene uno de sus destinos favoritos en México y en concreto en Puerto Vallarta, donde incluso se pueden ver hombres paseando agarrados de la mano en la Zona Romántica. Otro de los destinos favoritos es Cancún, que ha intentado atraer al público LGBT con eventos como el Cancún Mayan Riviera Gay Fall Fiesta y el Cancún International Gay Festival. El turismo LGBT no solo se centra en sol y playa y ruinas mayas, sino que se está diversificando. Para este público existen dos agencias de viajes especializadas, Opta Tours (desde 1991) y Babylon Tours.

## Cultura

### Arte

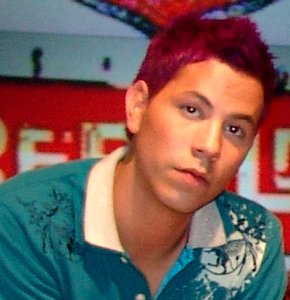
Christian Chávez en una conferencia de prensa en 2006.

Frida Kahlo, una de las grandes artistas plásticos mexicanas, era bisexual. Sus relaciones lésbicas fueron de poca importancia y estuvieron empequeñecidas por el amor de su vida, Diego Rivera. Su importancia para la comunidad LGBT no estriba tanto en su bisexualidad como por haberse convertido en un icono gay, por su carácter luchador e inconformista. Otros pintores y artistas visuales LGBT son Roberto Montenegro, Nahum B. Zenil, Julio Galán, Roberto Márquez y Carla Rippey.

### Literatura
El autor LGBT mexicano de más éxito es Luis Zapata Quiroz. Se le ha criticado por seguir los estereotipos del modelo estadounidense del homosexual masculino trágico, a pesar de que en ningún momento plantee la homosexualidad como algo malo. Carlos Monsiváis también ha considerado en sus críticas el profundo homoerotismo de los poetas perteneciente al grupo de Los Contemporáneos, entre finales de la década de 1920 y mediados de la de 1940. Varios de sus poetas, como Xavier Villaurrutia, Carlos Pellicer y Salvador Novo eran homosexuales y «se dejaron tentar, discretamente, por un tema muy caro a la época: los marineros, en el aura de la noche portuaria, con su libertad y su belleza».
Cabe mencionar también a otros autores pertenecientes al colectivo LGBTTTIQ+ en México como son en la comunidad chicana, —estadounidenses descendientes de mexicanos— de la comunidad LGBT también han creado una cultura floreciente. Así, Gloria Anzaldúa y Cherríe Moraga son dos autoras importantes dentro de la comunidad LGBT estadounidense y Francisco X. Alarcón, profesor en la Universidad de California, ha publicado nueve libros de poemas.
De igual manera, Daniel Nizcub es un poeta trans quien a través de su trabajo busca sensibilizar a la población general sobre el proceso de transición.

### Música

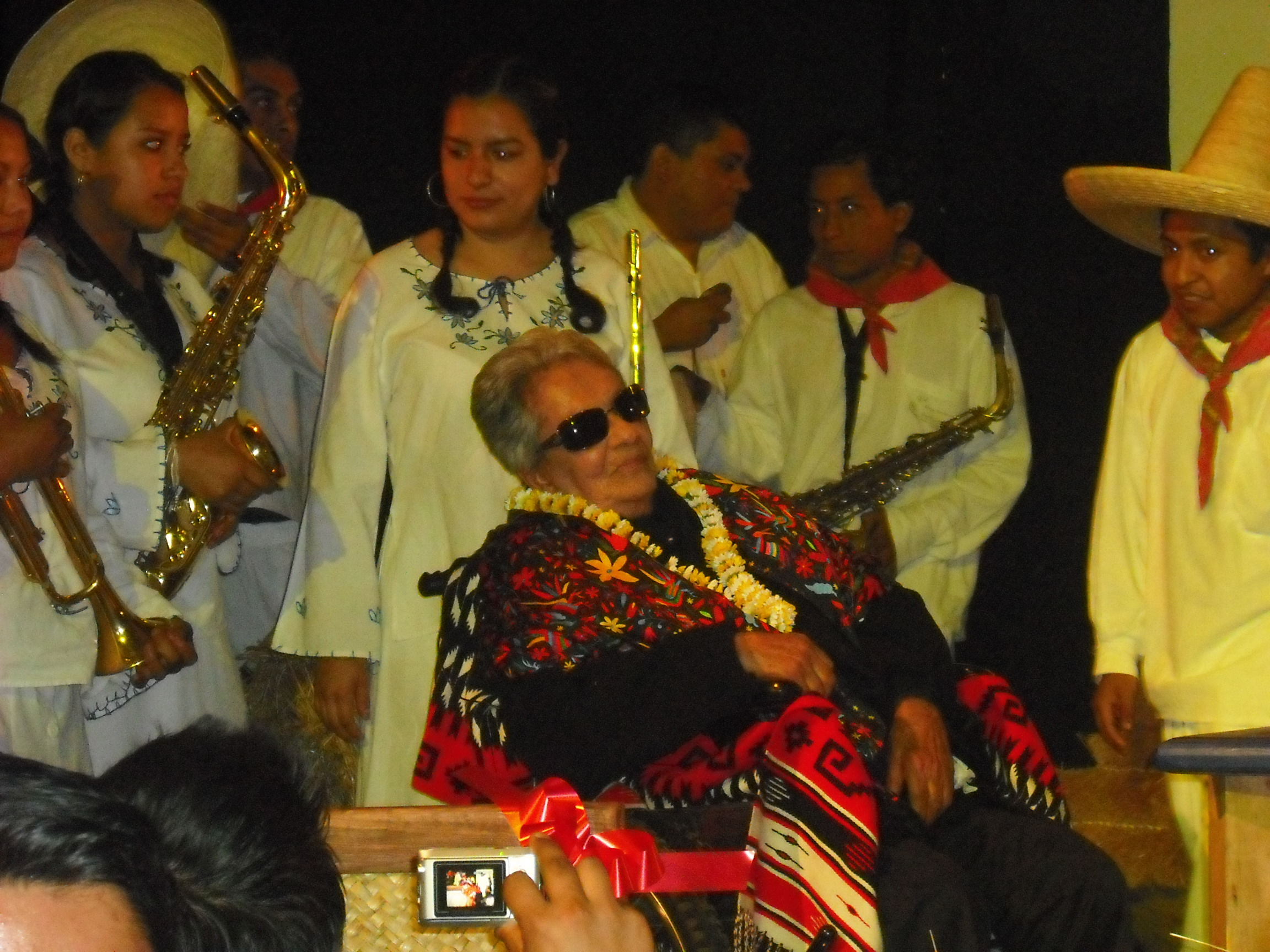
Chavela Vargas.

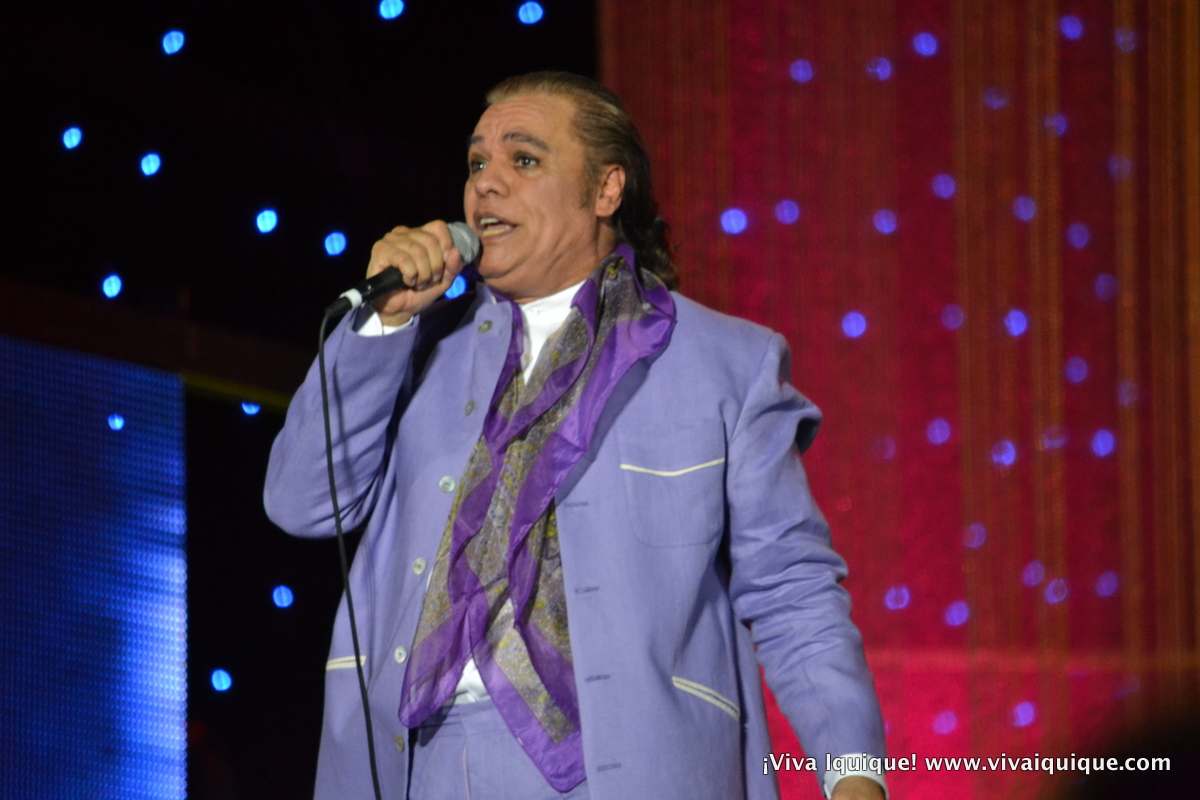
Juan Gabriel.

Es un punto no muy explorado en México sin embargo existen personajes de la cultura popular que aunque en sus inicios no dieron a conocer su orientación sexual décadas después se volvieron representantes de la comunidad LGBTIQ gracias a ella y dentro de esas figuras de la música mexicana hay que mencionar a la cantante de origen costarricense Chavela Vargas, quien gracias a su peculiar forma de interpretar éxitos como «Adoro» del compositor Armando Manzanero o «La Llorona» forjó su carrera en México, pero lo que probablemente la hizo ser un ícono gay de la música mexicana fue «La macorina» cuyas letras contienen claros elementos lésbicos, además te poseer una fuerte actitud desenfadada de la vida, la cual era mal vista para la mujer de la década de 1940.

Tus senos carne de anón

Tu boca una bendición

De guanábana madura

Y era tu fina cintura

La misma de aquel danzón
Macorina de Chavela Vargas

Otro cantante que ha sido abrazado y adoptado por muchas drag queens al hacer imitaciones en antros alrededor de México gracias a la extravagancia de sus vestuarios y sus distinguidos pasos de baile al interpretar sus letras es el cantautor Juan Gabriel, uno de los compositores de música popular más importantes de México., quien después de muchos años de rumores y especulaciones sobre su orientación sexual, durante la entrevista realizada por el periodista Fernando del Rincón representante del canal CNN, al cantante se le pregunto sobre sus preferencias el cual contesto «Dicen que lo que se ve no se pregunta mijo». Sin embargo este nunca reveló su sexualidad abiertamente.

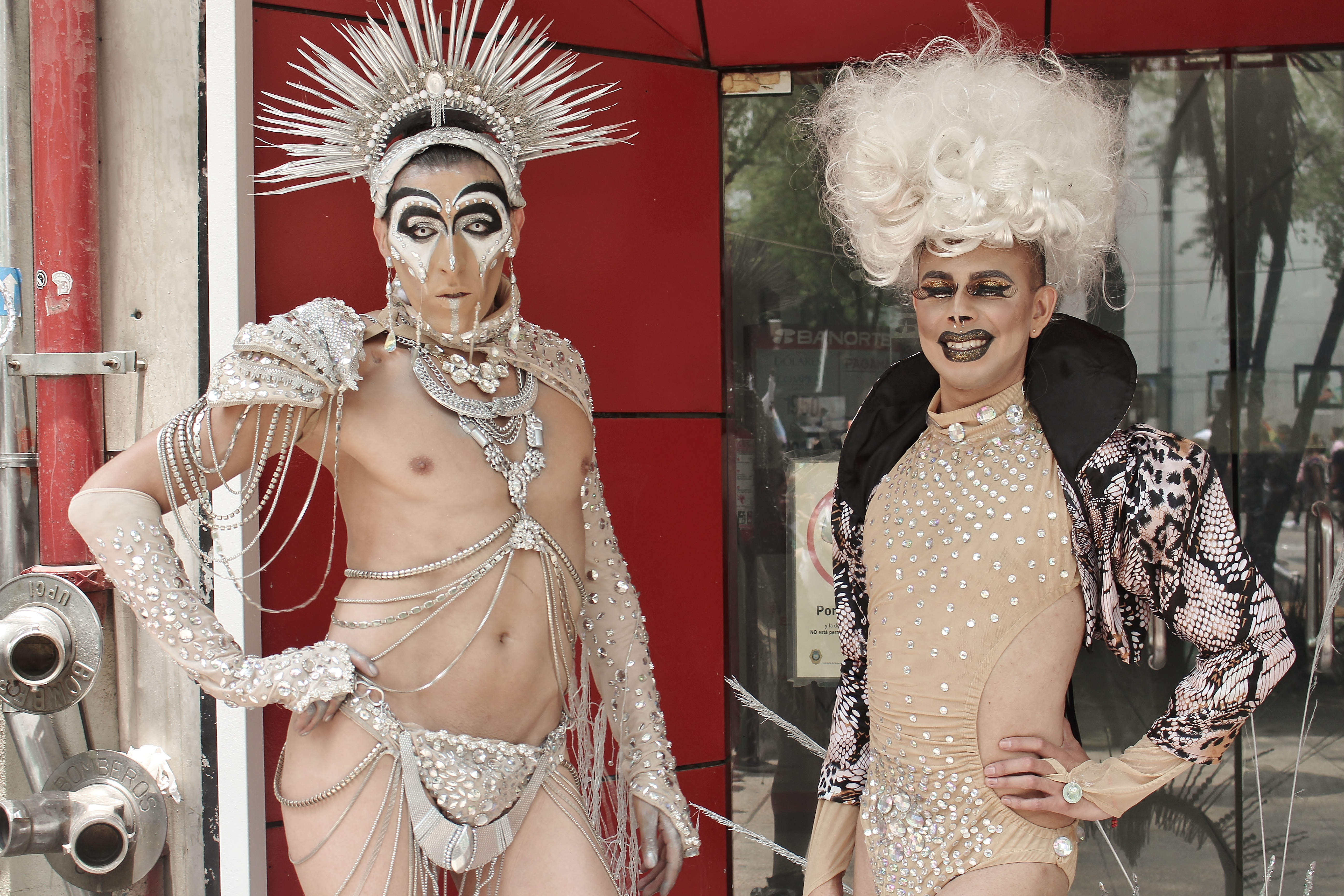
Personas LGBT en Zona Rosa.

Uno de los centros de la cultura y la diversión homosexual en México es la Zona Rosa, una serie de calles en la Colonia Juárez, en la Ciudad de México. Desde mediados de 2007, el Gobierno del entonces Distrito Federal y la Delegación Cuauhtémoc —en cuyo territorio se encuentra la Zona Rosa— han realizado operativos en algunos antros de la Zona Rosa, con el propósito de liberar a esta zona turística de problemáticas como el narcomenudeo, el sexo servicio masculino y femenino, así como reducir la incidencia de delitos como el robo. Otros blancos de los programas son aquellos sitios de convivencia que carecen de medidas de seguridad para los usuarios —salidas de emergencia principalmente—. Grupos LGBT han denunciado el hecho como una forma de homofobia.
También es importante mencionar algunas canciones con temática LGBT en México, temas como «Enamorada» de Paulina Rubio, cuyo video musical fue el primero en mostrar explícitamente una relación gay agarrada de la mano en Miami, «Todos me miran» de Gloria Trevi que toma la historia de un joven homosexual que es reprimido por su padre que constantemente lo humilla hasta que se decide a empoderarse. «Amor transgénico» de Belinda y «Sodio» de Danna Paola también son temas que hablaron abiertamente de la diversidad sexual.[cita requerida]

## Manifestaciones del Orgullo
Las marchas de la diversidad iniciaron en 1979 con la Marcha de la Ciudad de México. Desde entonces han aparecido ediciones a lo largo de la República Mexicana:
| Manifestación                           | Lugar Geográfico | Primera edición         | ¿Cuando se realiza?       | Relevancia |
| --------------------------------------- | ---------------- | ----------------------- | ------------------------- | --- |
| Marcha del Orgullo CDMX                 | Ciudad de México | 29 de junio de 1979     | Último sábado de junio    | Fue la primera marcha realizada en favor de los derechos LGBT+ en México. Es también la más grande y relevante del país.                                                                                                   |
| Marcha Lésbica                          | Ciudad de México | 21 de marzo de 2003     | Penúltimo sábado de junio | Fue la primera manifestación diseñada para lesbianas con participación exclusiva de mujeres. |
| Marcha del Orgullo de Guadalajara       | Guadalajara      | 8 de mayo de 1982       | Segunda semana de junio   | Nació como una forma de posicionar políticamente a la comunidad LGBT+ en puestos federales de gobierno. |
| Marcha del Orgullo del Estado de México | Toluca           | 8 de agosto de 2004     | Agosto                    | Destaca por su presencia de comunidad trans quienes protestaron desde su creación, a favor del respeto a sus derechos humanos y su reconocimiento legal.                                                                   |
| Marcha del Orgullo de Yucatán           | Mérida           | 2003                    | Primera semana de junio   | Fue liderada por travestis y drag queens. Es la primer marcha en México que cuenta con su propio himno. |
| Marcha del Orgullo de Sonora            | Hermosillo       | 2022                    | Junio                     | De 1998 a 2022, en Sonora existían diversas protestas en favor de los derechos LGBT+. Hasta 2022 lograron consolidarse en una sola marcha.                                                                                 |
| Marcha de la Diversidad de Monterrey    | Monterrey        | 26 de mayo de 2001      | Junio                     | Es la primera en plantearse desde 2007 como una marcha de "diversidad", buscando no solo la participación de personas LGBT+ sino de sus familias, vecinos y gente que apoya sin ser parte de la comunidad.                 |
| Marcha del Orgullo de Tijuana           | Tijuana          | junio de 1995           | Junio                     | Por su ubicación en la frontera, nació con la participación de activistas mexicanos y estadounidenses. Nace también para exigir atenció médica adecuada y educación durante la crisis del VIH/SIDA.                        |
| Marcha del Orgullo de Michoacán         | Morelia          | 2007                    | Junio                     | Desde su creación, cada año impulsó a los distintos municipios del estado de Michoacán a crear sus propias formas de organización y protesta. Por ello la mayoría de los pueblos michoacanos tienen su celebración propia. |
| Marcha del Orgullo de Puebla            | Puebla           | 31 de marzo de 2002     | Junio                     | Nace a partir de conferencias y manifestaciones culturales que pretendían acercar a la población a conocer a la comunidad LGBT desde el ámbito cultural.                                                                   |
| Marcha del Orgullo de Campeche          | Campeche         | Junio de 2022           | Junio                     | La primera marcha, fue liderada por la primera Señorita México Gay, con el fin de reconocer las identidades TTT. |
| Marcha del Orgullo de Guanajuato        | León             | 27 de noviembre de 2007 | Junio                     | Fue la primera marcha en llevar la protesta a la prisión, cuando en 2025 anunció que un segmento ocurriría dentro del penal CERESO de León para visibilizar a la comunidad LGBT que habita dentro de las prisiones.        |